# 2. Februar
Der 2. Februar (auch Lichtmess genannt) ist der 33. Tag des gregorianischen Kalenders, somit verbleiben 332 Tage (in Schaltjahren 333 Tage) bis zum Jahresende.

## Ereignisse

### Politik und Weltgeschehen

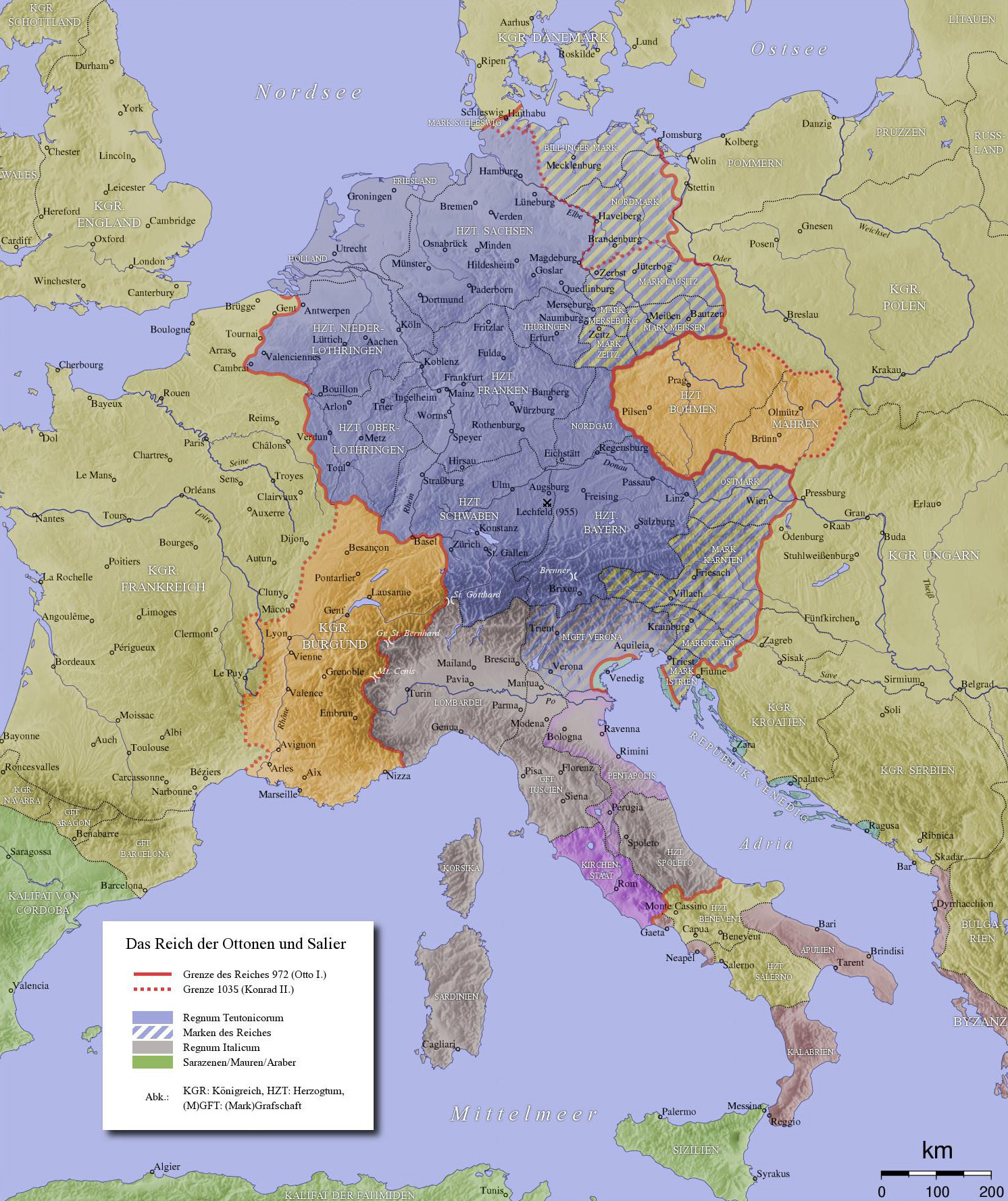
Das Reich um 1000

- 0506: Der westgotische König Alarich II. lässt das Volksrecht in der Lex Romana Visigothorum kodifizieren und gibt sie als Breviarium Alaricianum heraus, eine Sammlung römischen Rechts.
- 0962: Der Liudolfinger Otto I. und seine Gattin Adelheid werden in Rom durch Papst Johannes XII. zu Kaiser und Kaiserin gekrönt. Dieses Ereignis gilt heute als Gründungsdatum des Heiligen Römischen Reiches, in dem das Römische Reich im Sinne der Translatio imperii fortbesteht.
- 1033: Kaiser Konrad II. wird zum König von Burgund gekrönt. Seinen Anspruch gründet er auf einen Vertrag zwischen seinem Vorgänger, Kaiser Heinrich II., und dem verstorbenen Rudolf III. von Burgund. Jedoch erhebt sich Widerstand durch Odo II., Graf von Blois, der ebenfalls Anspruch auf den Thron erhebt.
- 1074: Der Friede von Gerstungen sieht die Schleifung von Burgen am Harzrand vor. König Heinrich IV. gewinnt damit angesichts eines wesentlich größeren Sachsenheeres eine Verschnaufpause im Sachsenkrieg. Doch schon im Folgejahr greift er wieder zu den Waffen.
- 1141: Im Englischen Bürgerkrieg um die Nachfolge von König Heinrich I. findet die erste Schlacht von Lincoln statt. König Stephan gerät dabei in Gefangenschaft der gegnerischen Truppen, die loyal zu Heinrichs Tochter Matilda stehen.
- 1303: König Albrecht I. verleiht der Siedlung Hanau das Markt- und Stadtrecht.
- 1348: Der Deutsche Orden setzt sich in der Schlacht an der Strėva im Rahmen der Litauerkriege gegen ein doppelt so großes Heer des Großfürstentums Litauen durch.

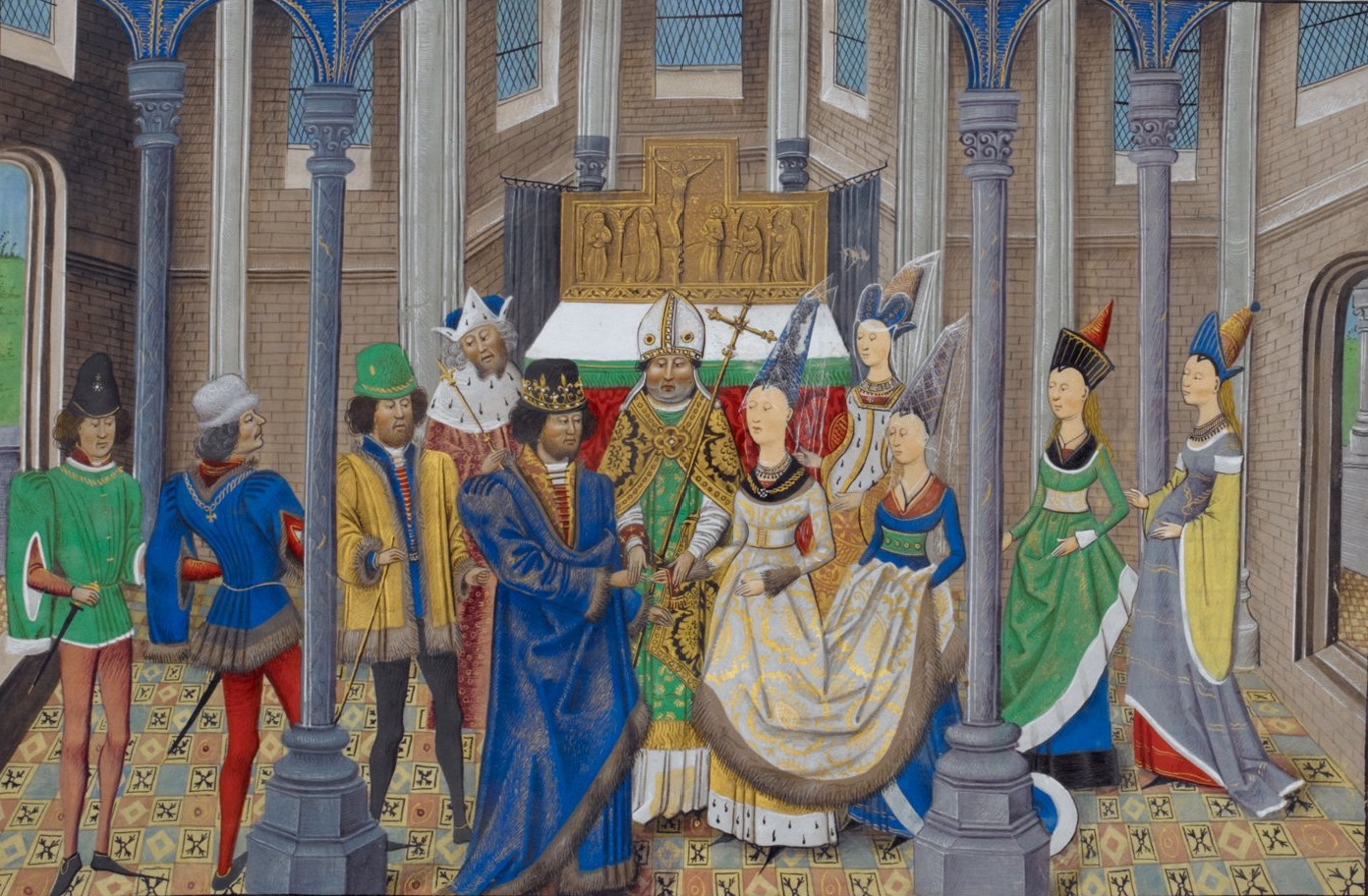
1387: João I. heiratet Philippa of Lancaster

- 1387: König Johann I. von Portugal bekräftigt den am 9. Mai des Vorjahres zwischen Portugal und England geschlossenen Freundschaftsvertrag durch die Heirat mit Philippa of Lancaster, der Schwester des späteren Königs Heinrich IV.
- 1421: Der chinesische Kaiser Zhu Di weiht die Verbotene Stadt als Herrschaftszentrum ein.
- 1440: In Frankfurt am Main wird Herzog Friedrich IV. von Österreich, der spätere Kaiser Friedrich III., zum römisch-deutschen König gewählt.
- 1461: Der Sieg der Yorkisten in der Schlacht von Mortimer’s Cross über die Lancastrianer unter Owen Tudor und Jasper Tudor, 1. Duke of Bedford, ebnet während der Rosenkriege den Weg zur Krönung von Edward, Earl of March, zum englischen König noch im gleichen Jahr.

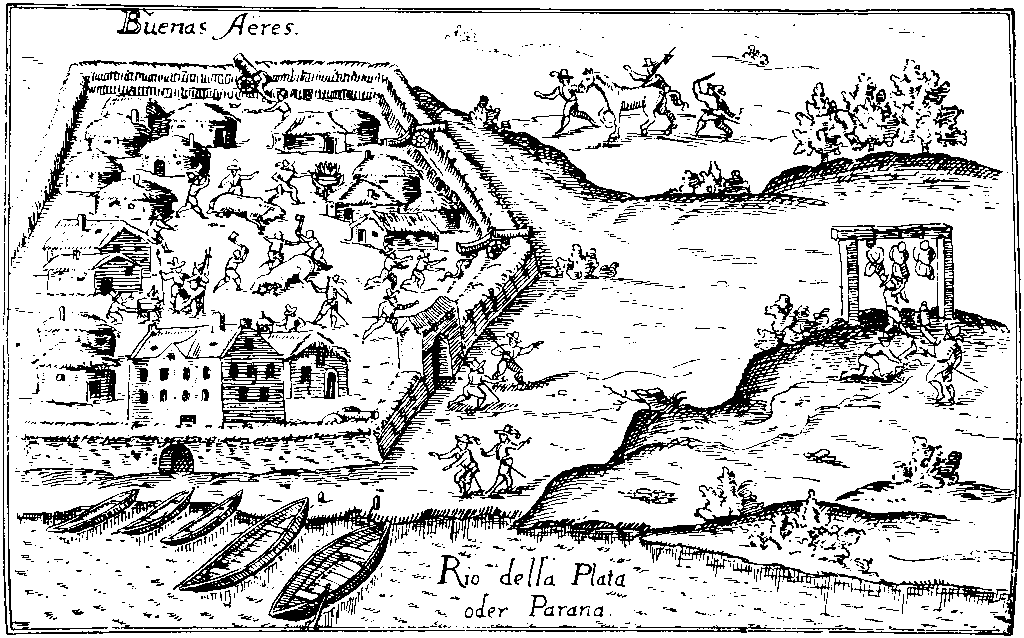
Buenos Aires kurz nach seiner Gründung 1536

- 1536: Der spanische Konquistador Pedro de Mendoza gründet die Stadt Puerto de Nuestra Señora Santa María del Buen Ayre, das heutige Buenos Aires.
- 1542: Der Portugiese Cristóvão da Gama besiegt mit seiner Expedition zur Unterstützung des christlichen äthiopischen Negus Gelawdewos ein muslimisches Heer des Sultanats Adal in der Schlacht von Baçente.
- 1583: In Bonn heiratet der zum evangelischen Glauben übergetretene Kurfürst und Kölner Erzbischof Gebhard I. von Waldburg die Gräfin Agnes von Mansfeld-Eisleben. Der Eheschluss löst den Truchsessischen Krieg aus und bewirkt umgehend die Exkommunikation des Erzbischofs.
- 1653: Die niederländische Kolonie Nieuw Amsterdam erhält die Stadtrechte.

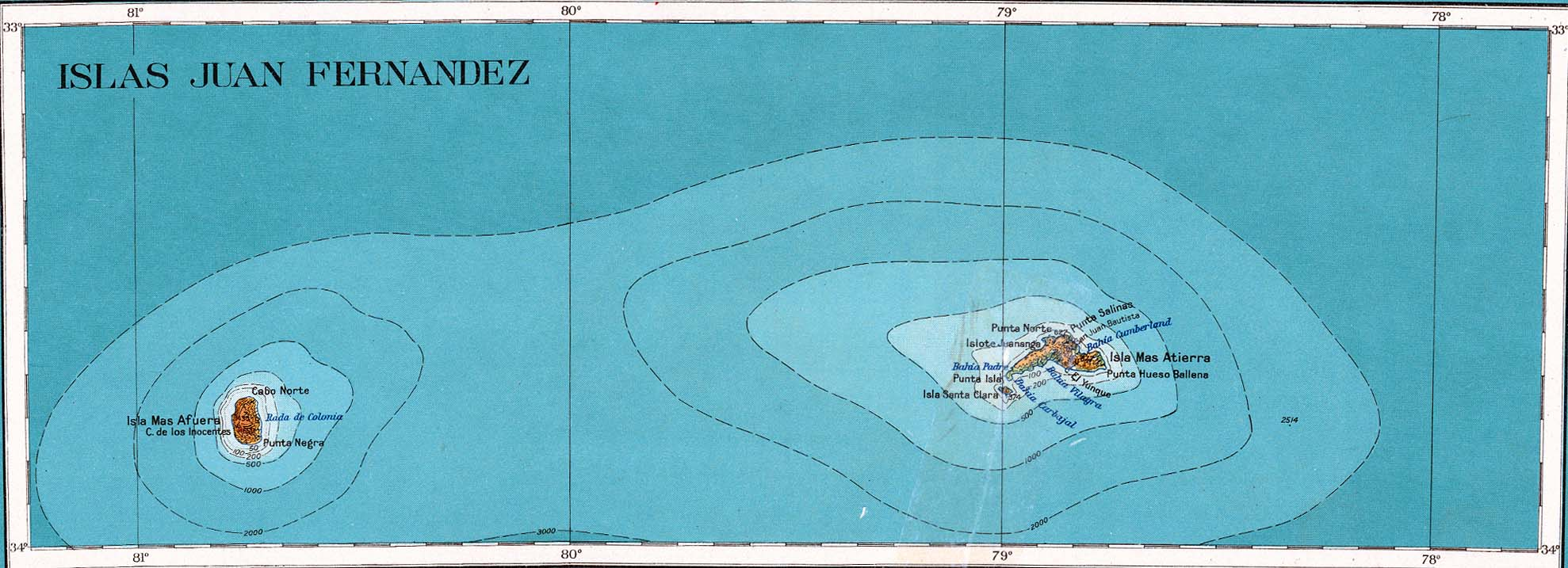
1709: Die Juan-Fernández-Inseln

- 1709: Von der ansonsten unbewohnten Insel Más a Tierra im Juan-Fernández-Archipel wird der schottische Seemann Alexander Selkirk geborgen. Sein Schicksal liefert Stoff für Daniel Defoes Roman Robinson Crusoe.
- 1732: Preußens König Friedrich Wilhelm I. erlässt ein an die aus Salzburg vertriebenen Protestanten, die sogenannten Salzburger Exulanten, gerichtetes Einladungspatent.

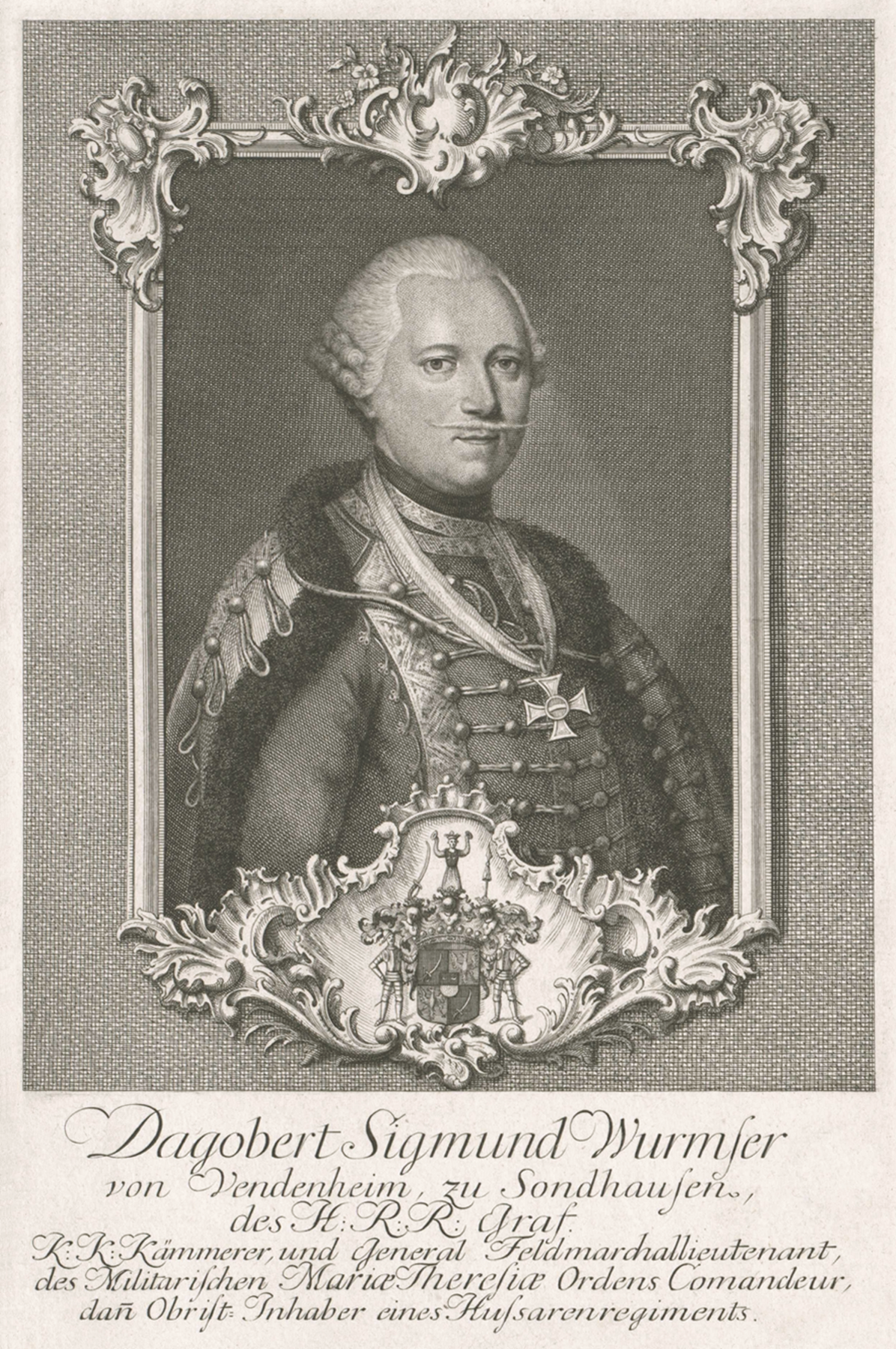
1797: Dagobert Sigmund von Wurmser

- 1797: In Mantua kapitulieren nach neunmonatiger Belagerung im Ersten Koalitionskrieg die eingeschlossenen österreichischen Truppen unter dem Befehl von Dagobert Sigmund von Wurmser vor dem von Napoleon Bonaparte geführten französischen Heer.
- 1838: Nachdem am 13. Januar die Truppen des konservativen Militärs José Rafael Carrera Turcios die Hauptstadt Guatemala erobert haben und dabei äußerste Brutalität haben walten lassen, spalten sich die westlichen Provinzen Totonicapán, San Marcos, Huehuetenango, Quiché, Retalhuleu und Quetzaltenango von Guatemala ab und schließen sich zum Staat Los Altos mit der Hauptstadt Quetzaltenango zusammen. Sie bilden damit den sechsten Staat der Zentralamerikanischen Föderation.

1848: Gebietsabtretungen Mexikos an die USA (rot)

- 1848: Das Ende des Mexikanisch-Amerikanischen Krieges bringt im Friedensvertrag von Guadalupe Hidalgo den USA erheblichen Gebietszuwachs im Westen.
- 1852: Der Priester Martin Merino y Gomez versucht, Königin Isabella von Spanien zu ermorden. Sein Angriff mit einem Dolch fügt ihr jedoch keine ernsthaften Verletzungen zu.
- 1918: Der von Lenin geleitete Rat der Volkskommissare erlässt in Sowjetrussland ein Dekret Über die Trennung der Kirche vom Staat und der Schule von der Kirche.
- 1920: Die Unabhängigkeit Estlands wird von Russland nach dem fast zwei Jahre dauernden estnischen Freiheitskrieg im Frieden von Dorpat anerkannt.
- 1943: Mit der Kapitulation der von General der Infanterie Karl Strecker befehligten deutschen und rumänischen Einheiten im Nordkessel endet die Schlacht von Stalingrad. Insgesamt rund 108.000 Soldaten der 6. Armee gehen in sowjetische Gefangenschaft.

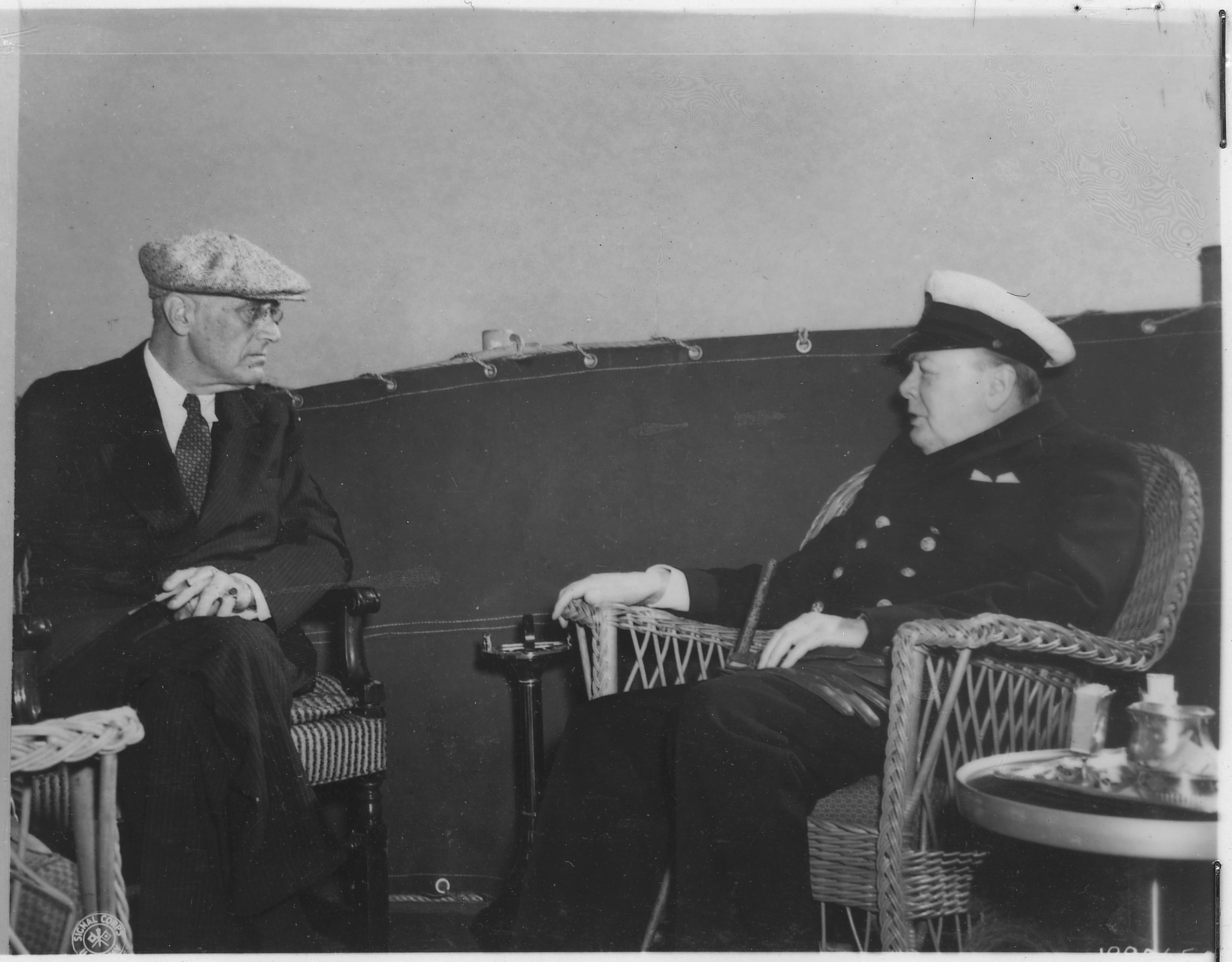
1945: Franklin D. Roosevelt (links) und Winston Churchill (rechts) auf der Konferenz von Malta

- 1945: Die Konferenz von Malta, ein Treffen der Combined Chiefs of Staff der USA und Großbritanniens zur Vorbereitung der Konferenz von Jalta, wird beendet.
- 1971: Die Ramsar-Konvention über Feuchtgebiete kommt zustande, eines der ersten internationalen Übereinkommen zum Umweltschutz.
- 1982: Syrische Truppen unter dem Präsidentenbruder Rifaat al-Assad beginnen mit einem Granatenbeschuss auf die Stadt Hama, Zentrum der regierungsfeindlichen Muslimbrüder. Bei dem Massaker von Hama kommen zwischen 20.000 und 30.000 Menschen ums Leben.
- 1989: Ergebnislos gehen die Wiener MBFR-Verhandlungen über eine Truppenreduzierung in Europa nach 16-jähriger Dauer zu Ende.
- 1990: Das Zentralkomitee der KPdSU gibt das Machtmonopol der Partei in der Sowjetunion auf.

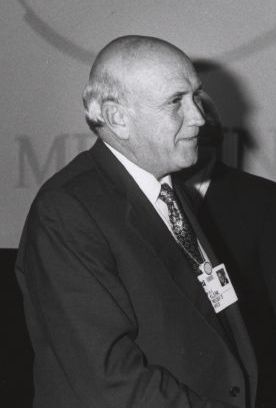
1990: Frederik Willem de Klerk

- 1990: In einer Parlamentsrede stellt der südafrikanische Präsident Frederik Willem de Klerk umfassende Reformen in Aussicht. Unter anderem werden die beiden verbotenen Parteien African National Congress und Pan Africanist Congress wieder zugelassen, Einschränkungen der Pressefreiheit und der Ausnahmezustand aufgehoben und Lockerungen in der Apartheidspolitik in Aussicht gestellt.
- 1999: Nach seinem Sieg bei den Wahlen am 6. Dezember des Vorjahres wird Hugo Chávez als Präsident Venezuelas vereidigt. Seine Einladung an den ehemaligen Diktator Marcos Pérez Jiménez ruft dabei Irritationen hervor.
- 2003: Bei den Landtagswahlen in Niedersachsen und Hessen erleidet die SPD schwere Niederlagen. In Niedersachsen verliert sie neben der absoluten Mehrheit auch die Regierungsmehrheit – neuer Ministerpräsident wird Christian Wulff (CDU). In Hessen erringt die CDU unter Ministerpräsident Roland Koch sogar erstmals die absolute Mehrheit.

### Wirtschaft

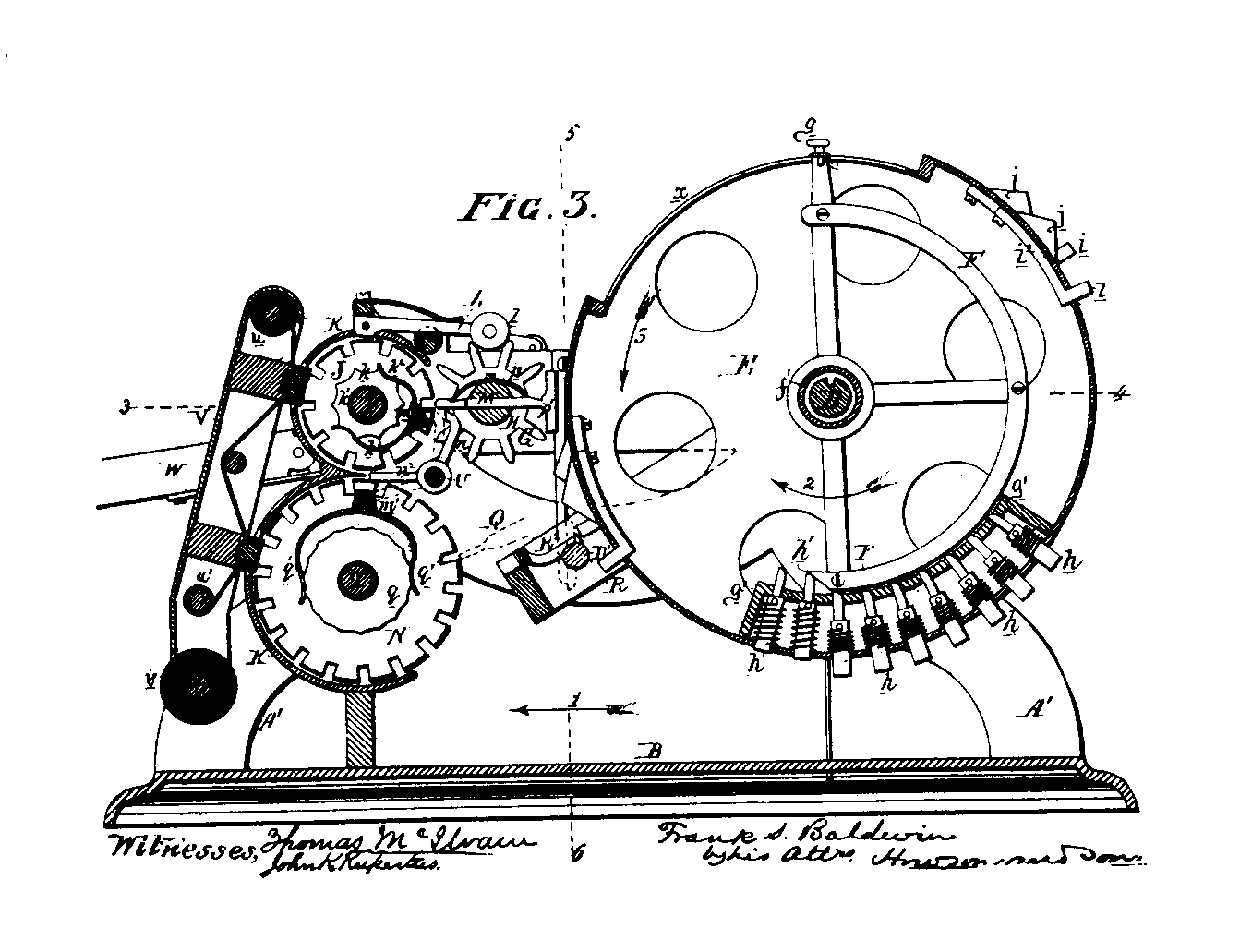
1875: Baldwins Sprossenradmaschine

- 1875: Die Sprossenradmaschine des US-Amerikaners Frank Stephen Baldwin wird in den USA patentiert.
- 1914: In Deutsch-Ostafrika wird die Tanganjikabahn fertiggestellt, die von der Küstenstadt Daressalam nach Kigoma an den Tanganjikasee führt.
- 1974: Auf der Nürnberger Spielwarenmesse werden die ersten Playmobil-Figuren präsentiert.
- 1998: Der Aktienindex S&P 500, der 500 der größten US-amerikanischen Unternehmen umfasst, durchbricht erstmals die 1.000-Punkte-Marke.
- 2009: Die Hyperinflation in Simbabwe zwingt die Notenbank zur Ausgabe des Vierten Simbabwe-Dollar. Eine Billion des Dritten Simbabwe-Dollar erhält bei der Währungsreform den Wert von 1 (Vierten) Simbabwe-Dollar.

### Wissenschaft und Technik
- 1106: Der Große Komet von 1106 erscheint am Himmel. Der Komet, ein Mitglied der Kreutz-Gruppe, kann bis Mitte März des gleichen Jahres in Japan, Korea, China und Europa beobachtet werden.
- 1558: Die von Johann Friedrich I. von Sachsen gegründete Hohe Schule zu Jena wird von Kaiser Ferdinand I. 1557 zur Universität Jena erhoben und nimmt mit ihrer Eröffnung die Lehrtätigkeit auf.
- 1841: Der britische Polarforscher James Clark Ross dringt mit den Schiffen Erebus und Terror, letzteres befehligt von Francis Crozier, bis auf 78° 10' südliche Breite in die Antarktis vor, wo sie von einer Eiswand am Fortkommen gehindert werden. Das ist der für lange Zeit südlichste Punkt, an den Menschen gelangt sind.

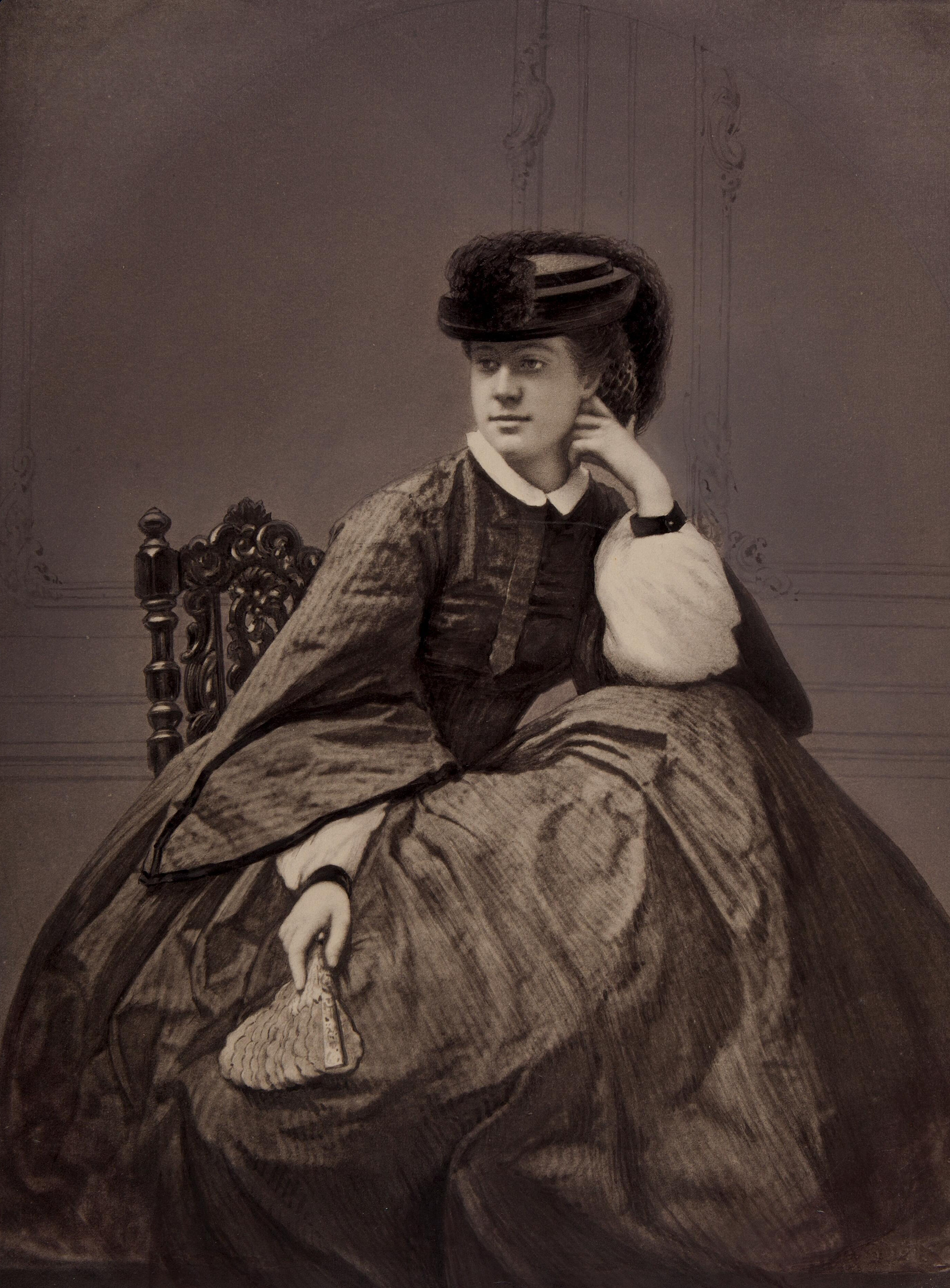
1863: Alexine Tinne

- 1863: Die niederländische Afrikaforscherin und Abenteurerin Alexine Tinne bricht gemeinsam mit dem deutschen Forscher Baron Theodor von Heuglin, dem Botaniker und Arzt Hermann Steudner, 65 Leibwächtern und 40 Maultieren von Khartum aus zur Erforschung des Gazellenflusses auf.
- 1913: Das New Yorker Grand Central Terminal wird eingeweiht. Es ist seitdem der größte Bahnhof der Welt.
- 1935: Leonard Keeler testet in einem Experiment erstmals einen Lügendetektor.

1945: Horten H IX

- 1945: In Oranienburg findet der offizielle Erstflug der Horten H IX statt. Das Flugzeug ist als Nurflügel-Konstruktion seiner Zeit technisch-konzeptionell weit voraus, kommt aber in der letzten Kriegsphase nicht mehr zum Einsatz.
- 1955: Bei der Siedlung Tjuratam beginnt die Sowjetunion mit dem Bau eines Testgeländes für Interkontinentalraketen, das sich zum Kosmodrom Baikonur entwickelt.
- 1964: Die US-Sonde Ranger 6 schlägt auf dem Mond auf. Die geplanten Nahaufnahmen des Trabanten können jedoch nicht gemacht werden, weil die Kameras vor dem Aufschlag nicht aktiviert werden können.
- 1974: Das Mehrzweckkampfflugzeug General Dynamics F-16 wird im Erstflug getestet.

### Kultur

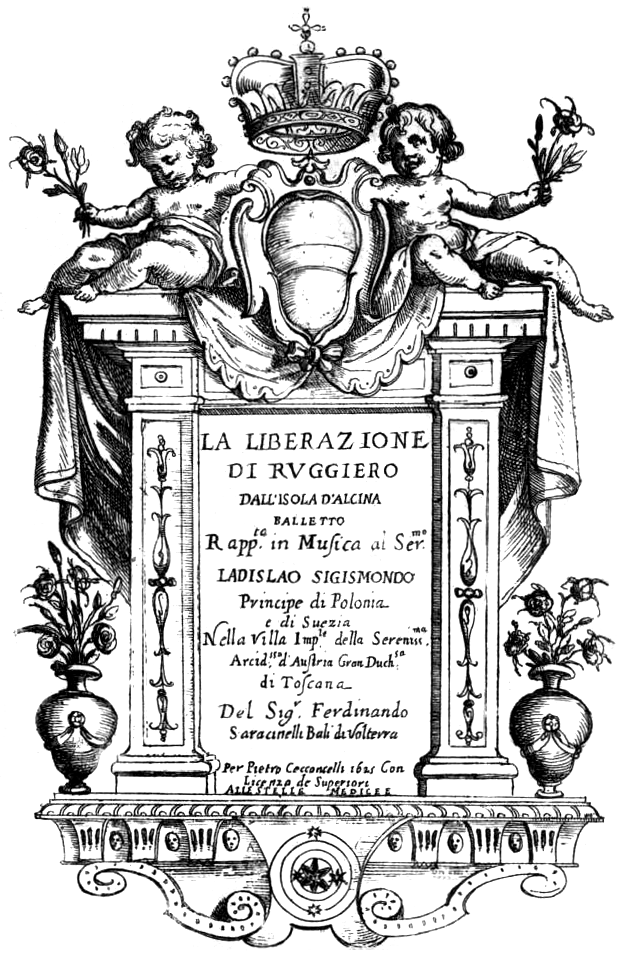
1625: Titelblatt des Librettos

- 1625: In der Villa Medici Poggio Imperiale in Florenz findet die Uraufführung der Oper La liberazione di Ruggiero dall’isola d’Alcina (Die Befreiung Ruggieros von der Insel Alcinas) von Francesca Caccini statt. Das Werk gilt als die älteste von einer Frau komponierte Oper.
- 1837: Das Gregorianisch-Etruskische Museum wird von Papst Gregor XVI. als Teil der Vatikanischen Museen gegründet.

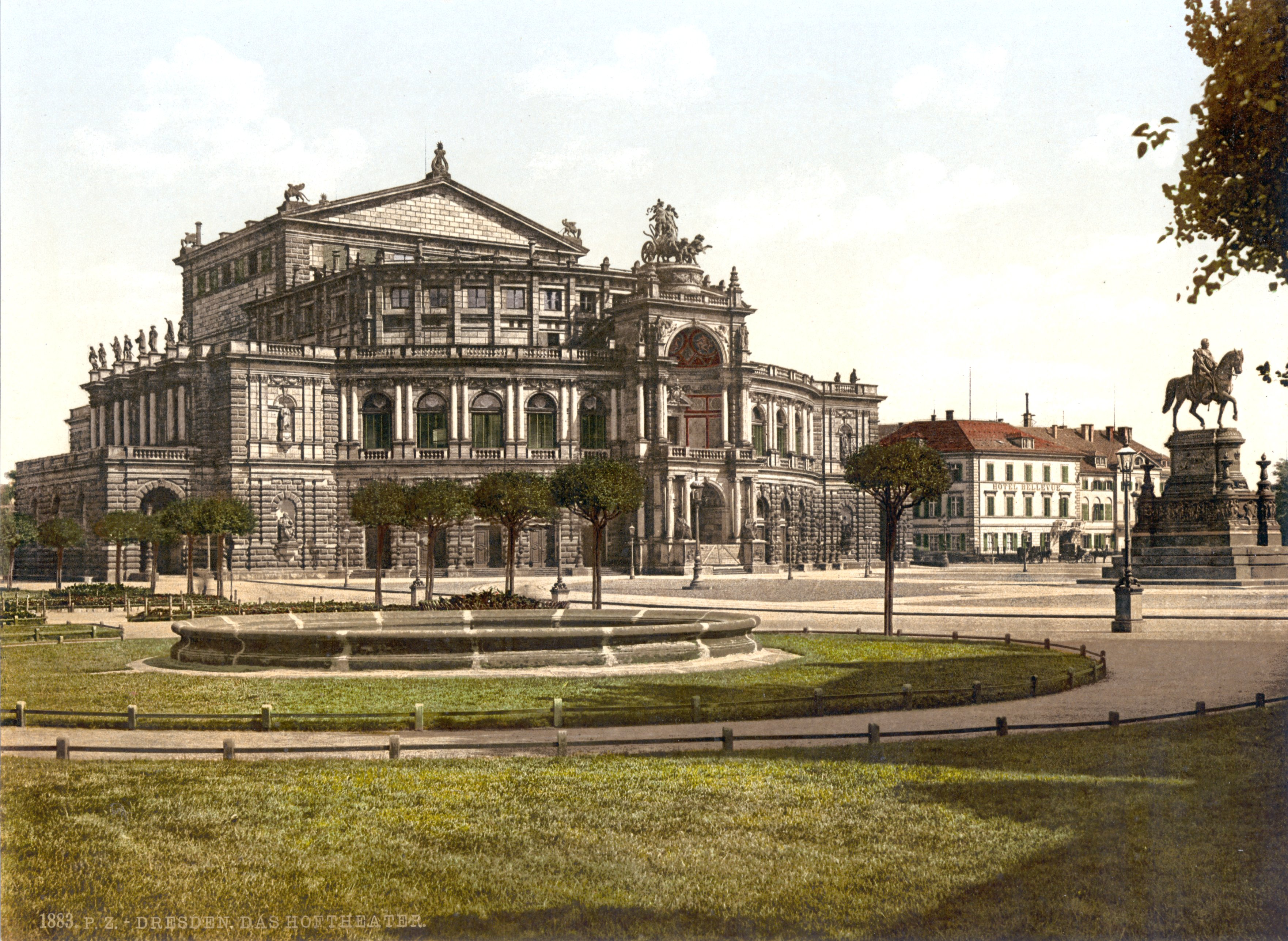
1878: Semperoper

- 1878: Das von Gottfried Semper entworfene Neue Hoftheater in Dresden wird eingeweiht.
- 1922: Der Roman Ulysses von James Joyce erscheint, verlegt von Sylvia Beach, in Paris.
- 1932: In New York wird Josef von Sternbergs Film Shanghai-Express mit Marlene Dietrich in der Hauptrolle uraufgeführt.

### Gesellschaft

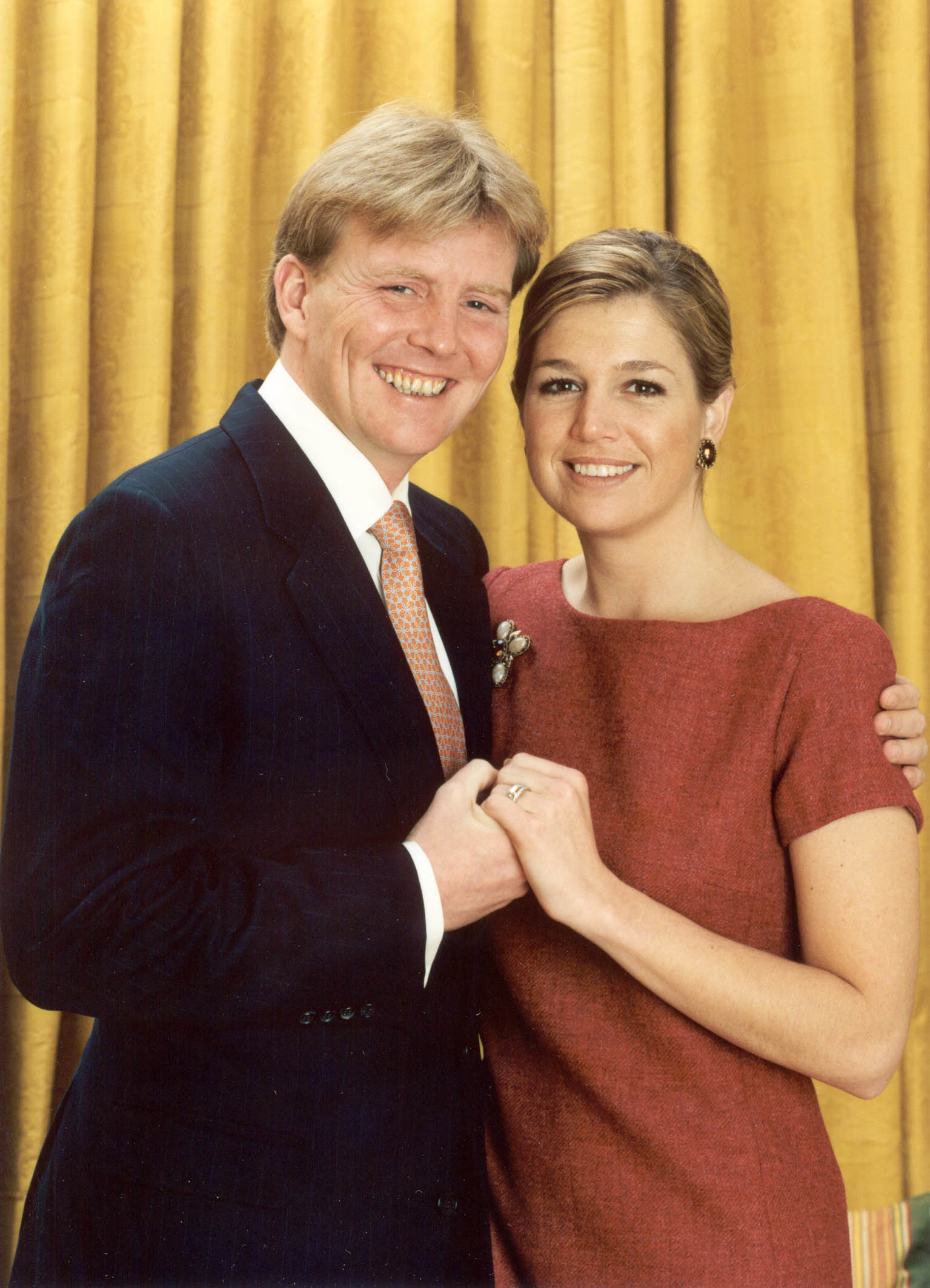
2002: Willem-Alexander und Máxima

- 2002: In Amsterdam heiraten der niederländische Kronprinz Willem-Alexander und Máxima Zorreguieta.
- 2008: Der französische Staatspräsident Nicolas Sarkozy und die Musikerin Carla Bruni heiraten.

### Religion
- 1013: Der Kaplan Heinrichs II., Unwan aus dem Geschlecht der Immedinger, wird auf Befehl des Königs und unter Verwerfung der Wahl des Domkapitels von Hamburg-Bremen in Magdeburg von Erzbischof Gero zum Erzbischof von Hamburg und Bischof von Bremen geweiht und folgt damit dem am 4. Januar gestorbenen Libentius I. Er führt in allen Kanonikerstiften seiner Diözese die Institutiones Aquisgranenses ein.
- 1119: Guido, Sohn des Grafen Wilhelm von Burgund, wird als Nachfolger von Gelasius II. zum Papst gewählt und nimmt den Namen Calixtus II. an.

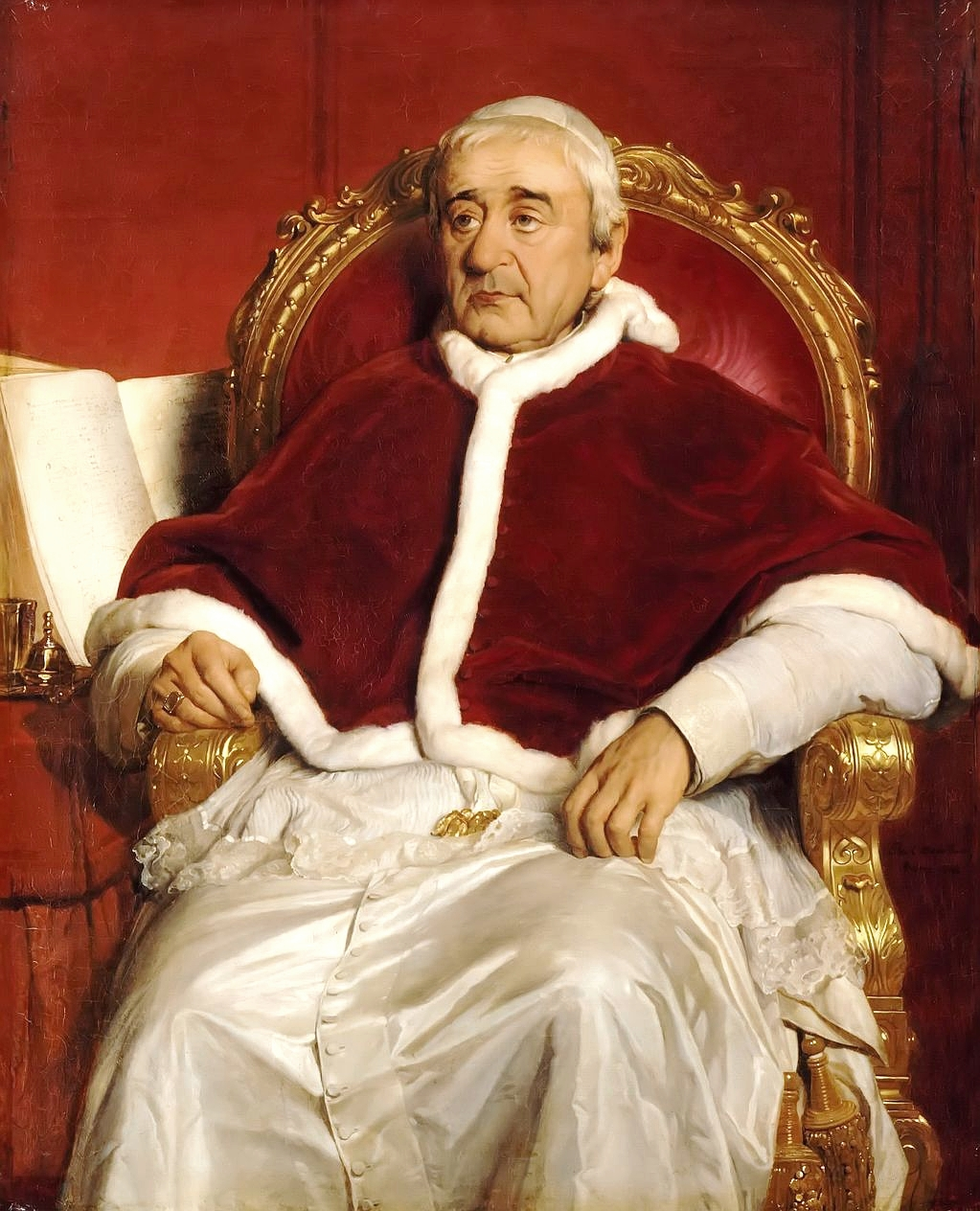
1837: Gregor XVI.

- 1831: Kardinal Bartolomeo Alberto Cappellari wird nach einem Konklave von 54 Tagen zum Papst gewählt und nimmt den Namen Gregor XVI. an. Er war der bislang letzte Papst, der zum Zeitpunkt seiner Wahl kein Bischof war.

### Katastrophen
- 1998: Beim Anflug auf Cagayan de Oro prallt eine Douglas DC-9 der Cebu Pacific mit 104 Menschen an Bord gegen einen Berg. Es gibt keine Überlebenden (siehe auch Cebu-Pacific-Flug 387).

Kleinere Unglücksfälle sind in den Unterartikeln von Katastrophe und in der Liste von Katastrophen aufgeführt.

### Sport
- 1876: In New York gründen acht Baseballmannschaften die National League.
- 1893: Im österreichischen Mürzzuschlag wird auch auf Initiative des Gastwirts Toni Schruf der erste alpine Skiwettlauf in Mitteleuropa ausgetragen.
- 1924: Im Wintersportort Chamonix findet die Gründung des Internationalen Skiverbands statt.
- 1952: In Dortmund wird die nach der Zerstörung im Zweiten Weltkrieg wiedererrichtete Westfalenhalle, mit 13.500 Plätzen größte Sporthalle Europas, vom deutschen Bundespräsidenten Theodor Heuss eingeweiht.
- 1991: In Passau vereinigen sich der Deutsche Judo-Bund und der Deutsche Judo-Verband der ehemaligen DDR unter Beibehaltung des Namens Deutscher Judo-Bund.
- 2004: Durch einen Sieg gegen den Russen Marat Michailowitsch Safin im Finale der Australian Open in Melbourne gewinnt der Schweizer Roger Federer seinen zweiten Grand-Slam-Titel und wird erstmals Tennisweltranglistenerster im Tennis.
- 2014: Im Super Bowl XLVIII besiegen die Seattle Seahawks die Denver Broncos mit 43:8 und gewinnen damit zum ersten Mal den Super Bowl.
- 2020: Im Super Bowl LIV besiegen die Kansas City Chiefs die San Francisco 49ers mit 31:20 und gewinnen zum ersten Mal seit 50 Jahren den Super Bowl.

Einträge von Leichtathletik-Weltrekorden befinden sich unter der jeweiligen Disziplin unter Leichtathletik.

## Geboren

### Vor dem 18. Jahrhundert
- 1208: Jakob I., König von Aragón, Graf von Barcelona, König von Mallorca, König von Valencia und Herr von Montpellier
- 1286: Joan de Geneville, englische Adelige
- 1425: Eleonore, Königin von Navarra
- 1443: Elisabeth von Bayern, Prinzessin von Bayern-München und Kurfürstin von Sachsen
- 1457: Petrus Martyr von Anghiera, spanischer Geschichtsschreiber und Kartograf

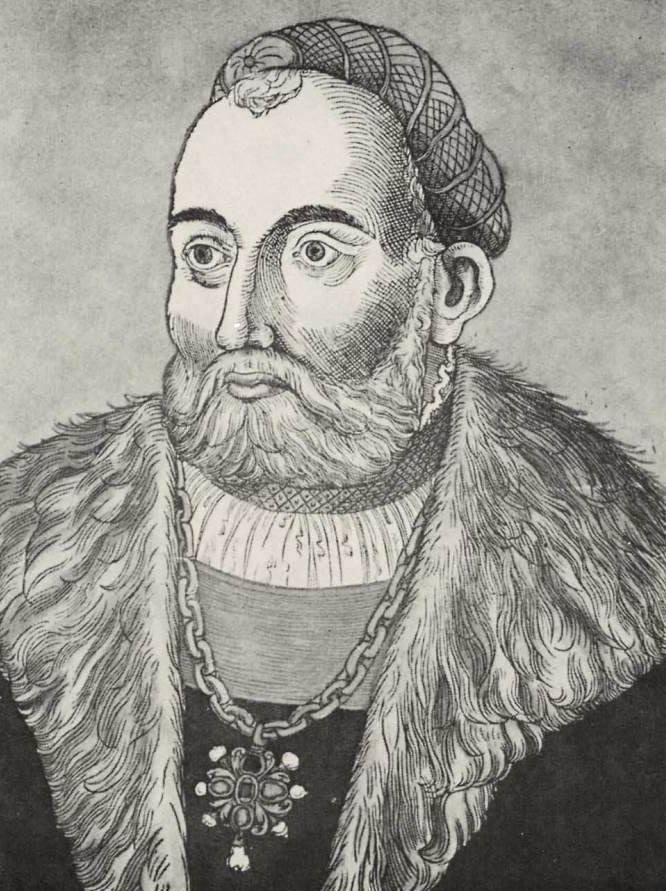
Johann Zápolya (* 1487)

- 1487: Johann Zápolya, Fürst von Siebenbürgen
- 1494: Bona Sforza, italienische Prinzessin, Königin von Polen und litauische Großfürstin
- 1501: Theodor Fabricius, deutscher Theologe und Reformator
- 1502: Damião de Góis, portugiesischer Diplomat und Historiker
- 1509: Jan van Leiden, Wanderprediger der Täufer
- 1516: Girolamo Zanchi, italienischer reformierter Theologe, Konfessionalist und Reformator
- 1518: Johannes Hommel, deutscher evangelischer Theologe, Mathematiker und Astronom
- 1522: Lodovico Ferrari, italienischer Mathematiker
- 1529: Reinhard Scheffer der Ältere, deutscher Jurist und Staatsmann
- 1545: Christoph von Loß der Ältere, kursächsischer Hofmarschall, Reichspfennigmeister des Ober- und Niedersächsischen Reichskreises
- 1545: Nikolaus von Reusner, deutscher Rechtswissenschaftler
- 1552: Ernestus Hettenbach, deutscher Physiker und Mediziner
- 1576: Alix Le Clerc, französische Ordensschwester und -gründerin
- 1580: Maximilian von Pappenheim, deutscher Landgraf und Reichserbmarschall
- 1582: Erasmus Ungebaur, deutscher Rechtswissenschaftler
- 1583ː Anna Roemers Visscher, niederländische Künstlerin, Dichterin und Übersetzerin
- 1591: Nicolaus Bleyer, deutscher Komponist und Violinist
- 1593: Johannes Brandmüller, Schweizer evangelischer Geistlicher
- 1596: Jacob van Campen, niederländischer Baumeister, Maler und Architekt
- 1596: Johann Adlzreiter von Tettenweis, deutscher Jurist und Politiker
- 1600: Gabriel Naudé, französischer Gelehrter und Bibliothekar
- 1600: Nicolaus Zapf, deutscher lutherischer Theologe
- 1614: William Forbes, schottischer Soldat in schwedischen Diensten
- 1614: Heinrich Henrich, Schweizer Jesuit, Hochschullehrer und Bühnenautor
- 1616: Sébastien Bourdon, französischer Maler
- 1617: Isaac de Portau, französischer Musketier, Vorbild für die Figur Porthos in Dumas’ Roman Die drei Musketiere
- 1628: Michał Frencel, sorbischer Pfarrer und Bibelübersetzer
- 1634: Alfonso IV. d’Este, Herzog von Modena und Reggio
- 1641: Claude de la Colombière, französischer Geistlicher
- 1648: Samuel Strimesius, deutscher Physiker und reformierter Theologe
- 1649: Benedikt XIII., Papst

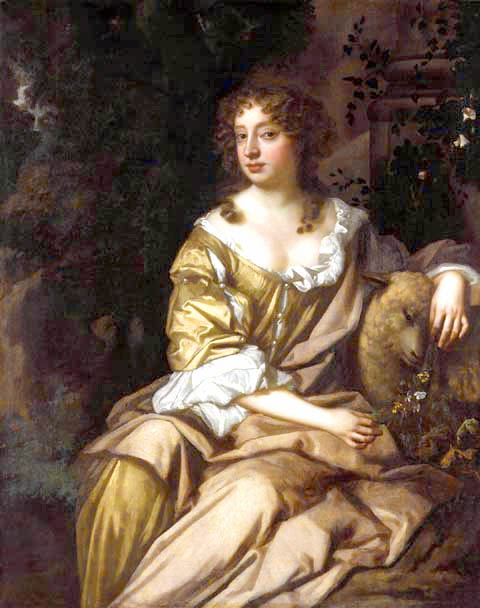
Nell Gwyn (* 1650)

- 1650: Nell Gwyn, englische Schauspielerin, Mätresse des englischen Königs Karl II.
- 1651: Friedrich, Herzog von Schleswig-Holstein-Sonderburg-Wiesenburg und kaiserlicher Feldmarschall
- 1651: William Phips, englischer Abenteurer und Gouverneur der Province of Massachusetts Bay
- 1659: Georg Ermel, deutscher Pädagoge
- 1669: Louis Marchand, französischer Organist und Cembalist
- 1685: Amand von Buseck, Fürstbischof in Fulda
- 1688: Ulrike I. Eleonore, schwedische Königin
- 1694: Hieronymus II. Held, Abt des Zisterzienserklosters in Ebrach
- 1700: Johann Christoph Gottsched, deutscher Gelehrter und Schriftsteller

### 18. Jahrhundert
- 1701: Franz Karl Conradi, deutscher Rechtswissenschaftler
- 1701: Louis Antoine de Gontaut-Biron, Herzog von Biron und von Lauzun, Marschall von Frankreich
- 1710: Philipp Millauer, deutscher Baumeister des Rokoko
- 1711: Wenzel Anton von Kaunitz-Rietberg, österreichischer Politiker
- 1714: Gottfried August Homilius, deutscher Komponist, Kantor und Organist
- 1717: Johann Andreas Heinemann, deutscher Orgelbauer
- 1718: Christoph Bauer, deutscher lutherischer Theologe
- 1723: Johann August von Arnim, preußischer Landrat
- 1730: Ernst Sylvius von Prittwitz, preußischer Generalleutnant und General-Adjutant
- 1731: Emanuel Philibert von Waldstein-Wartenberg, deutscher Adliger
- 1732: Franz Sales von Greiner, österreichischer Staatsbeamter
- 1732: Johann Nikolaus Möckert, deutscher Jurist und Hochschullehrer
- 1744: Willibrord van Os, alt-katholischer Erzbischof von Utrecht

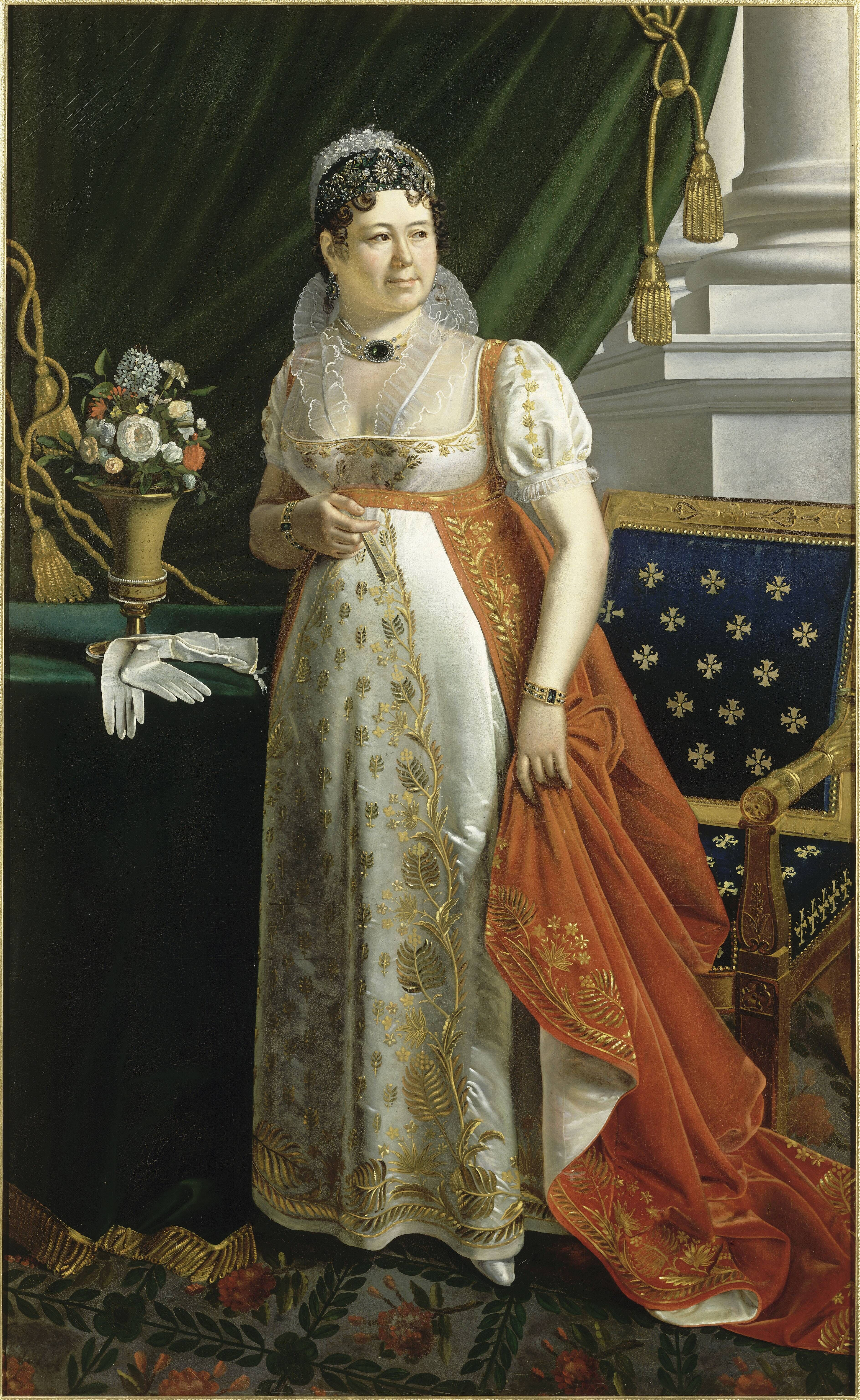
Catherine Hübscher (* 1753)

- 1753: Catherine Hübscher, elsässische Wäscherin, Herzogin von Danzig
- 1755: Israel Gottlieb Wernicke, dänisch-norwegischer Komponist und Cembalist
- 1755: Vincenc Tuček, tschechischer Sänger, Dirigent und Komponist
- 1754: Charles-Maurice de Talleyrand-Périgord, französischer Politiker
- 1762: Girolamo Crescentini, italienischer Kastratensopran und Komponist
- 1765: Ray Greene, US-amerikanischer Politiker
- 1766: William Townsend Aiton, englischer botanischer Gärtner

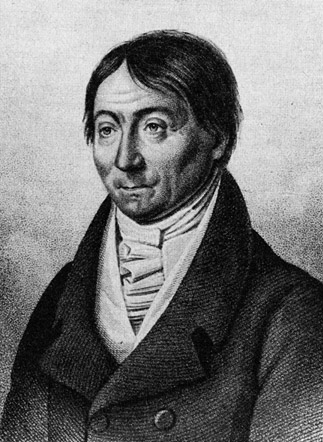
Heinrich Friedrich Link (* 1767)

- 1767: Heinrich Friedrich Link, deutscher Naturwissenschaftler
- 1770: Johann Georg Oestreich, deutscher Orgelbauer
- 1772: Ferdinand Eßlair, slawonischer Schauspieler
- 1772: Christoph Martin, deutscher Jurist und Hochschullehrer
- 1773: Vincenc Tuček, tschechischer Komponist
- 1774: Johann Christian Friedrich Patzig, deutscher Jurist und Beamter

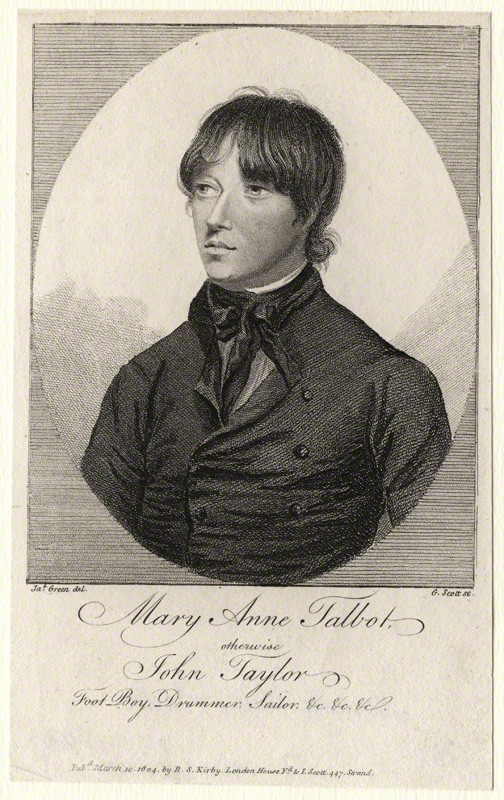
Mary Anne Talbot (* 1778)

- 1778: Mary Anne Talbot, britische Matrosin und Soldatin
- 1780: Johannes van den Bosch, holländischer Generalleutnant
- 1782: James Chalmers, britischer Druckereibesitzer und Zeitungsverleger
- 1783: Carl Friedrich, Großherzog von Sachsen-Weimar-Eisenach
- 1784: August Ludwig Gottlob Krehl, deutscher evangelischer Theologe und Hochschullehrer
- 1785: Isabella Colbran, spanische Opernsängerin
- 1786: Jacques Philippe Marie Binet, französischer Mathematiker
- 1786: Wilhelm Otto von Glasenapp, kaiserlich-russischer Generalleutnant
- 1788: Ludwig Kasimir von Auer, deutscher Offizier
- 1789: Carl Alexander Heideloff, deutscher Architekt und Denkmalpfleger
- 1790: William Elford Leach, britischer Zoologe und Meeresbiologe
- 1792: Carl Uhde, deutscher Kaufmann und Sammler
- 1799: Franz Anton Vaßen, deutscher Geistlicher

### 19. Jahrhundert

#### 1801–1850
- 1803: Albert S. Johnston, US-amerikanischer Offizier, General der texanischen Armee und der Konföderierten im Amerikanischen Bürgerkrieg
- 1804: Leopold Eugen Měchura, tschechischer Komponist
- 1805: Alphonse Gilbert, französischer Komponist und Organist
- 1805: Johann Baptist Sonderland, deutscher Maler und Radierer
- 1806: Johann Theodor Friedrich Avé-Lallemant, deutscher Musiklehrer, Musikkritiker und Musikschriftsteller
- 1810: Heinrich Kümmel, deutscher Bildhauer
- 1813: Alexander von Pape, königlich preußischer Generaloberst der Infanterie
- 1816: Michael Öchsner, bayerischer Lehrer, Publizist und Schriftsteller
- 1817: August Kramer, deutscher Erfinder
- 1818: Joseph Weydemeyer, Journalist, Politiker und marxistischer Revolutionär
- 1821: Wilhelm Ihne, deutscher Altphilologe und Althistoriker
- 1825: Karl Racké, Bürgermeister der Stadt Mainz
- 1826: Napoléon Alkan, französischer Komponist und Musikpädagoge
- 1826ː Louise Japha, deutsche Pianistin und Komponistin
- 1826ː Franziska Nietzsche, Mutter Friedrich Nietzsches

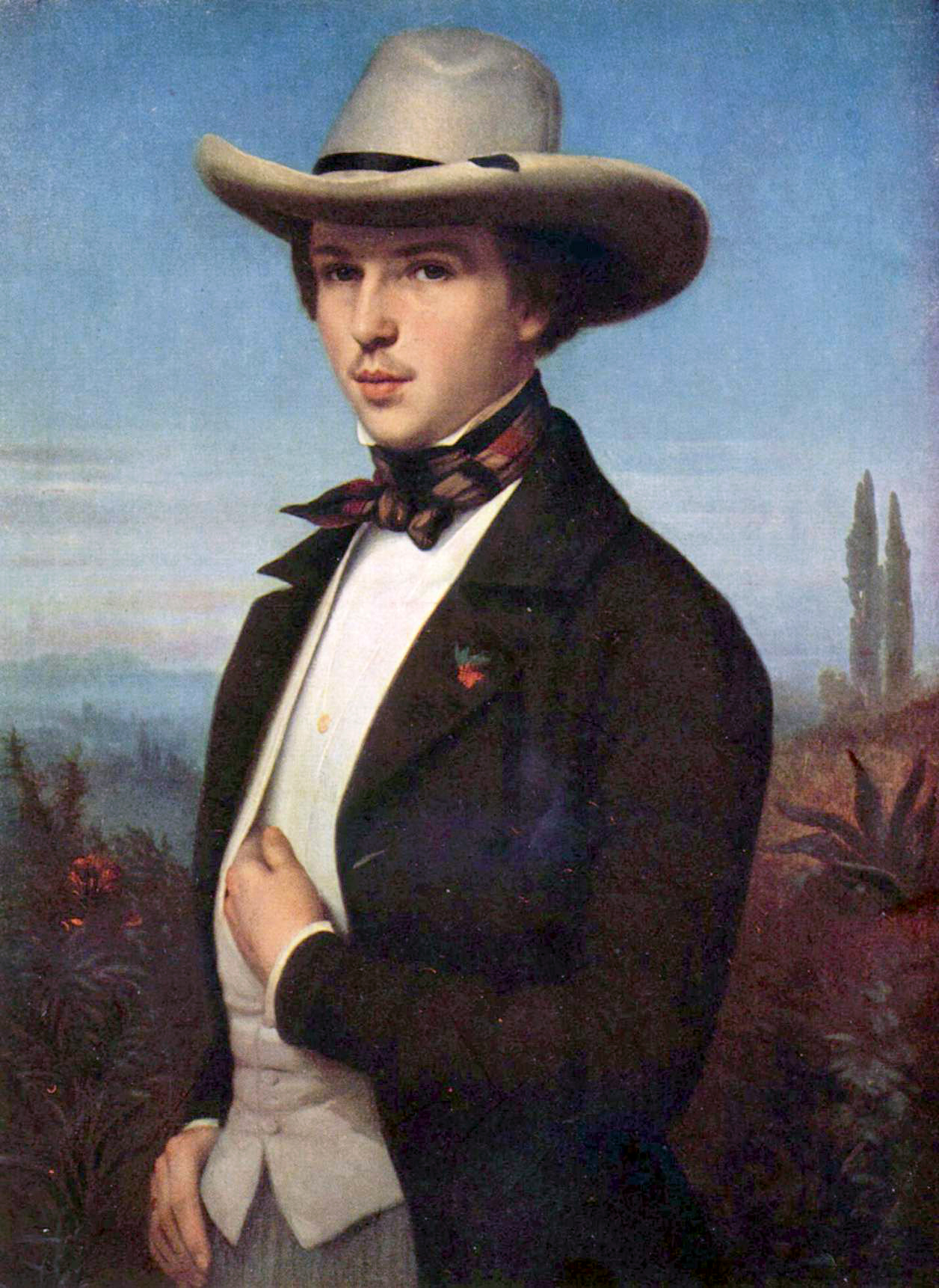
Oswald Achenbach (* 1827)

- 1827: Oswald Achenbach, deutscher Maler
- 1827: Ludwig Eichrodt, deutscher Schriftsteller
- 1828: Johannes Heinrich Müller, deutscher Konservator, Denkmalpfleger und Numismatiker
- 1829: Friedrich Begemann, deutscher Schriftsteller und Dichter
- 1829: Alfred Brehm, deutscher Zoologe und Schriftsteller
- 1832: Timotheus Attar, osmanischer Bischof
- 1833: Arnold Bürkli, Schweizer Bauingenieur
- 1834: Henrik Jørgen Huitfeldt-Kaas, norwegischer Archivar, Heraldiker und Genealoge
- 1835: Carlos Céleo Arias López, Präsident von Honduras
- 1837: Max Zenger, deutscher Komponist
- 1839: Wolfgang Helbig, deutscher Archäologe
- 1840: Louis-Albert Bourgault-Ducoudray, französischer Komponist
- 1840: Josef Gold, österreichischer Maler und Restaurator
- 1841: François-Alphonse Forel, Schweizer Arzt und Naturforscher, Gründer der Limnologie
- 1842: Karl August Deinhard, deutscher Marineoffizier
- 1842: Carlos Walker Martínez, chilenischer Autor und Politiker
- 1842: Bendicht Peter, Schweizer Offizier und Beamter
- 1843: Georges Favon, Schweizer Journalist und Politiker

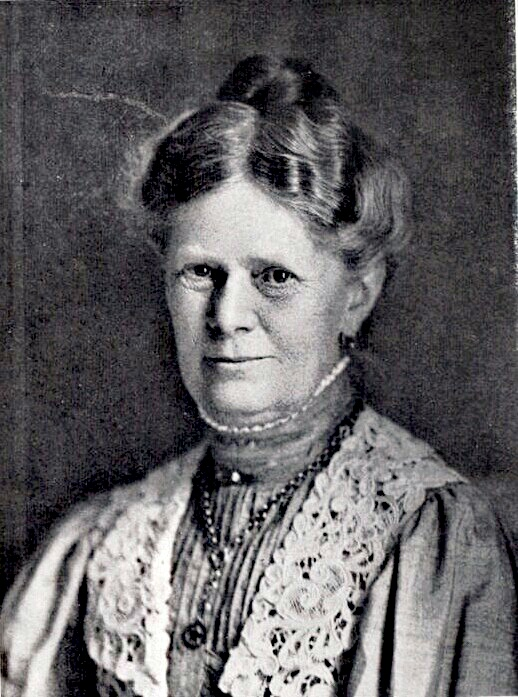
Marie Hankel (* 1844)

- 1844: Marie Hankel, deutsche Esperanto-Dichterin
- 1845: Josef Mauracher, österreichischer Orgelbauer
- 1845: Johann Puluj, ukrainischer Physiker
- 1846: Wilhelm Steinhausen, deutscher Maler
- 1848: Ludwig Dill, deutscher Maler
- 1849: Pavol Országh Hviezdoslav, slowakischer Dichter
- 1850: Otto Seeck, deutscher Althistoriker

#### 1851–1900
- 1853: Charles de Wuilleret, Schweizer Jurist, Politiker und Verbandsfunktionär
- 1854: Hermann Weigand, deutscher Architekt und Kommunalpolitiker
- 1855: Fritz Rose, deutscher Kolonialbeamter und Kaiserlicher Kommissar in Deutsch-Neuguinea
- 1856: Makar Jekmaljan, armenischer Komponist
- 1857: Jan Drozdowski, polnischer Pianist und Musikpädagoge
- 1857: Adolf Germann, Schweizer Politiker

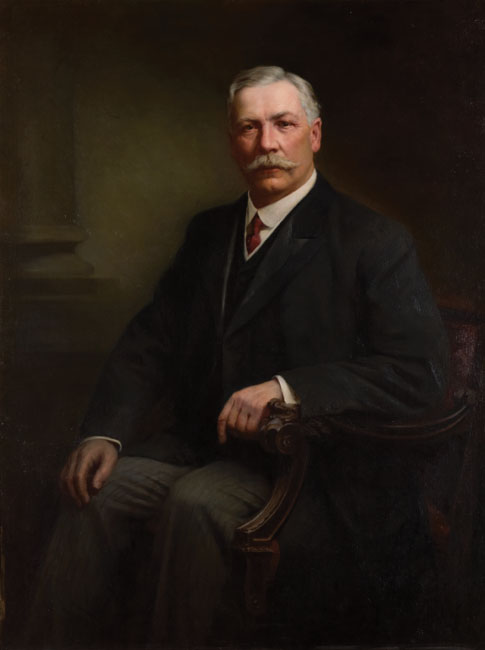
Alexander Cameron Rutherford (* 1857)

- 1857: Alexander Cameron Rutherford, kanadischer Politiker
- 1859: Walther von Lüttwitz, deutscher General
- 1860: August Gutzmer, deutscher Mathematiker

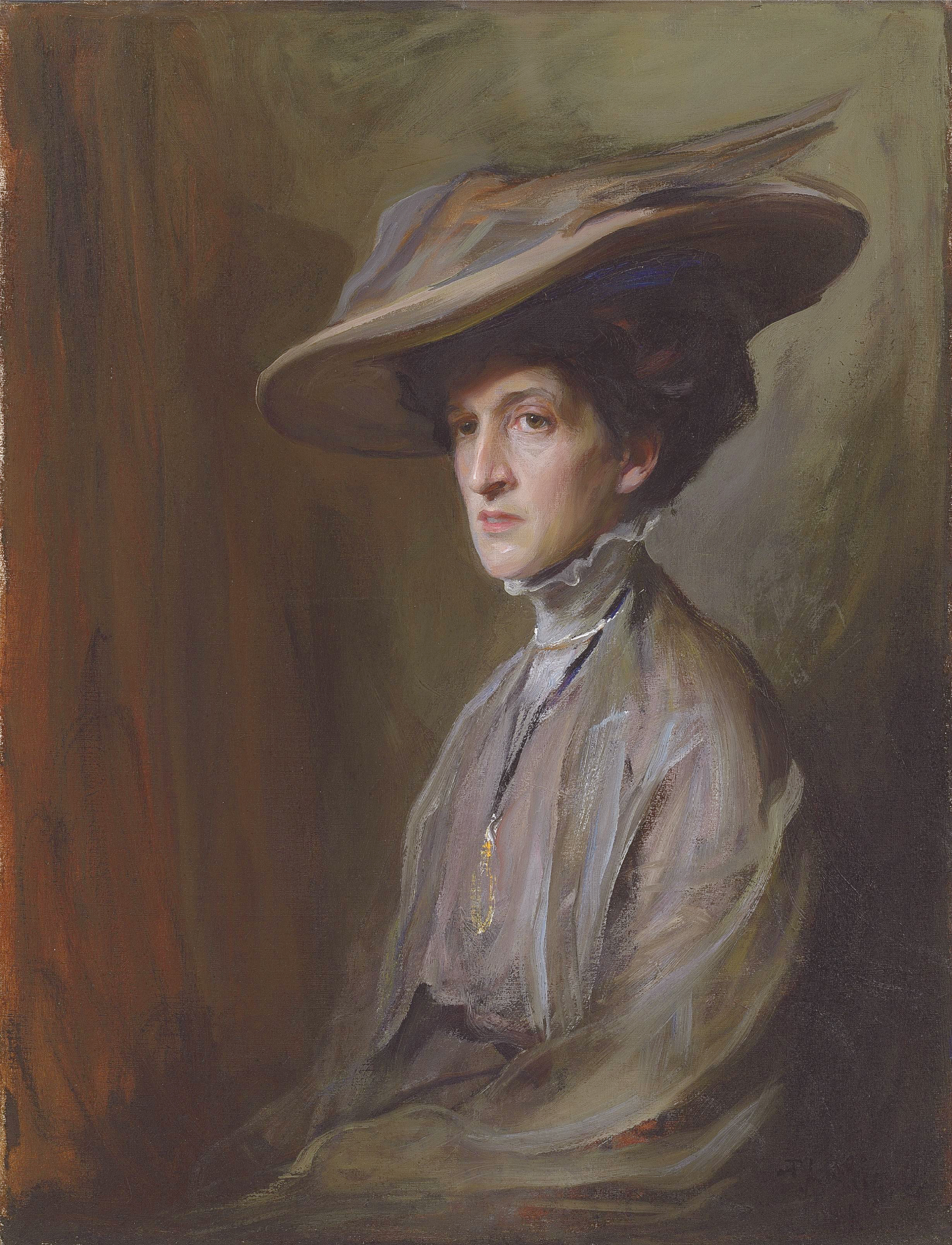
Margot Asquith (* 1864)

- 1864: Margot Asquith, britische Schriftstellerin
- 1865: Hermann von Attems-Heiligenkreuz, k. u. k. Kämmerer und österreichischer Politiker
- 1866: Hellmut von Gerlach, deutscher Politiker und Publizist
- 1867ː Theodate Pope Riddle, amerikanische Architektin und Spiritistin
- 1869: Hugo Marquardsen, deutscher Offizier und Geograph
- 1871: Alexander Wassilko von Serecki, k. u. k. Kämmerer und Offizier
- 1872: Tomé José de Barros Queirós, portugiesischer Politiker, Finanzminister, Ministerpräsident
- 1873: Leo Fall, österreichischer Komponist und Kapellmeister, Vertreter der Silbernen Operetten-Ära
- 1873: Johan Paul van Limburg Stirum, Generalgouverneur von Niederländisch-Indien
- 1873: Konstantin von Neurath, deutscher Diplomat und SS-General, Außenminister, Reichsprotektor und Kriegsverbrecher
- 1873: Maurice Tourneur, französischer Drehbuchautor und Regisseur
- 1875: Fritz Kreisler, österreichischer Violinist und Komponist
- 1881: Alfredo Accorsi, italienischer Turner
- 1881: Ernst von Angerer, deutscher Physiker
- 1881: Gustav Herglotz, deutscher Mathematiker und Astronom
- 1882: Candelario Huízar, mexikanischer Komponist

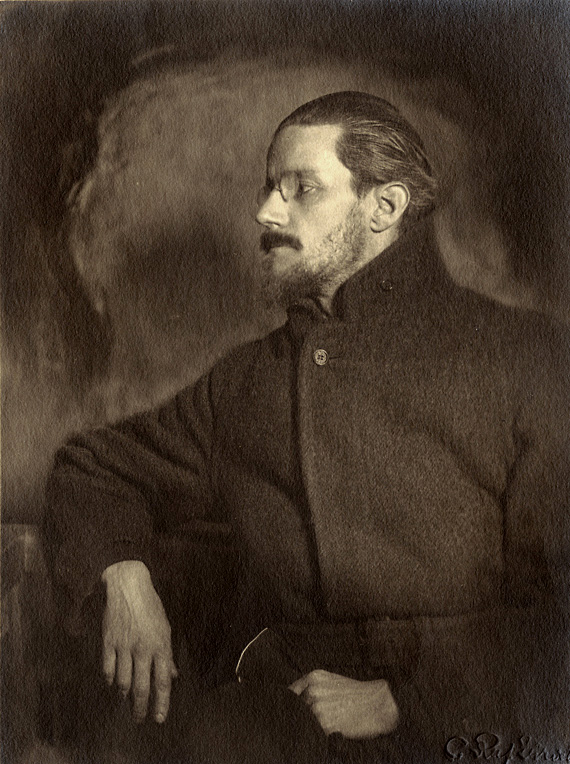
James Joyce (* 1882)

- 1882: James Joyce, irischer Schriftsteller (Ulysses, Finnegans Wake)
- 1882: Geoffrey O’Hara, kanadischer Sänger und Komponist
- 1883: Michail Fabianowitsch Gnessin, russischer Komponist
- 1883: Adolf Helbok, österreichischer Historiker und Volkskundler
- 1884: Theodor Arps, deutscher Marineoffizier
- 1884: Julius Deutsch, österreichischer Politiker
- 1884: Szöke Szakall, ungarischer Schauspieler
- 1884: Józef Turczyński, polnischer Pianist und Musikpädagoge
- 1885: Michail Wassiljewitsch Frunse, sowjetischer General
- 1885: Gostan Zarian, armenischer Schriftsteller, Dichter und Maler
- 1886: William Rose Benét, US-amerikanischer Dichter und Herausgeber
- 1886: Frank Lloyd, britisch-US-amerikanischer Schauspieler, Regisseur und Produzent
- 1886: Erhard Lommatzsch, deutscher Romanist
- 1886: Julius Sporket, deutscher Pastor und Missionar
- 1888: Johannes Eckert, Frankfurter Original
- 1888: Irene Scharrer, britische Pianistin

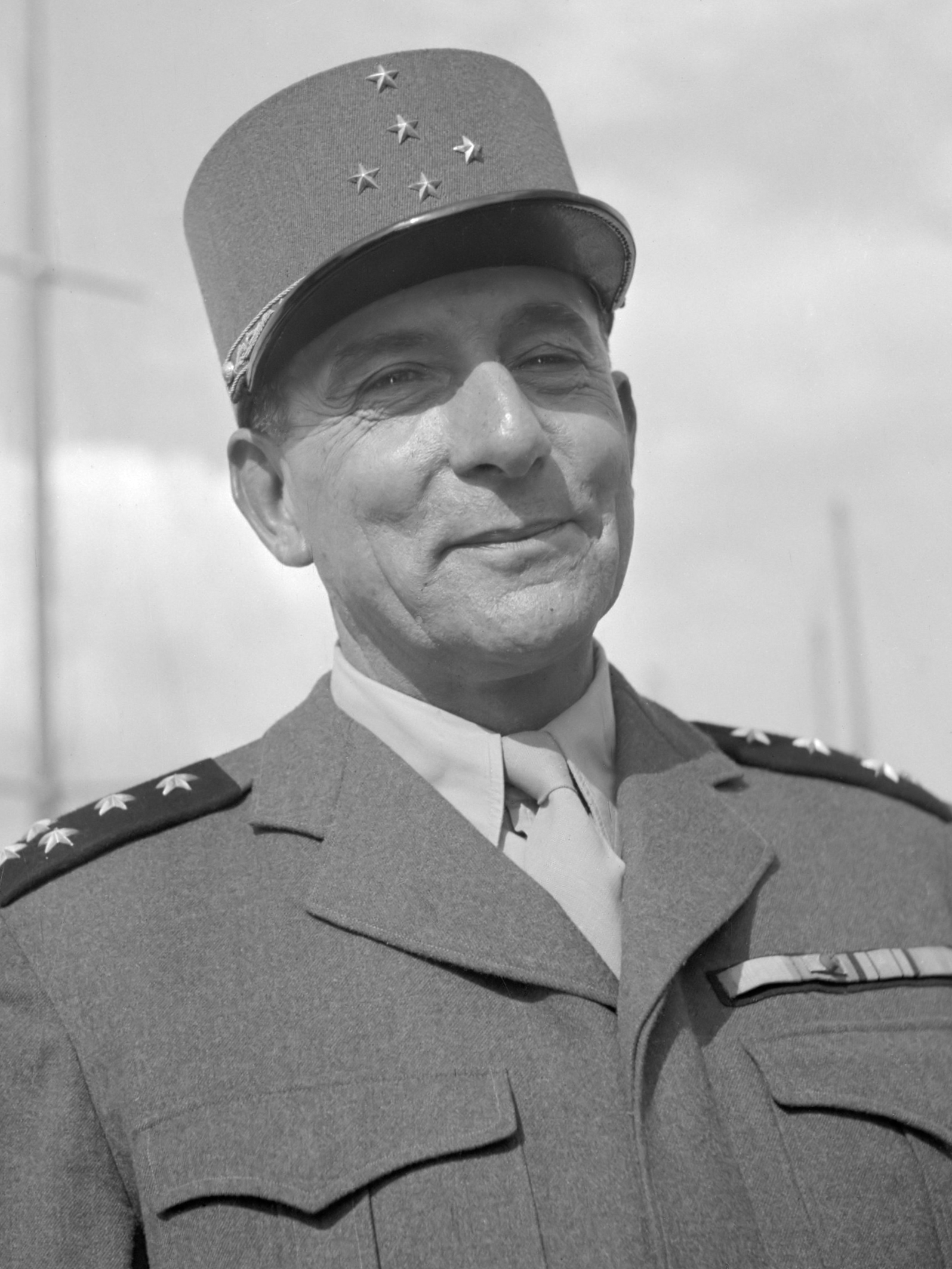
Jean de Lattre de Tassigny (* 1889)

- 1889: Jean de Lattre de Tassigny, französischer General
- 1889: Ernst Tobler, Schweizer Landwirt und Politiker
- 1891: Antonio Segni, italienischer Politiker
- 1892: Cuno Hoffmeister, deutscher Astronom und Geophysiker
- 1892: Fritz Heinrich Klein, österreichischer Komponist
- 1893: Jeanne Dusseau, kanadische Sängerin und Musikpädagogin
- 1893: Cornelius Lanczos, ungarischer Mathematiker und Physiker
- 1893: Damdiny Süchbaatar, mongolischer kommunistischer Politiker
- 1893: Leopoldo Torricelli, italienischer Radrennfahrer
- 1894: William Aitken, schottischer Fußballspieler und -trainer

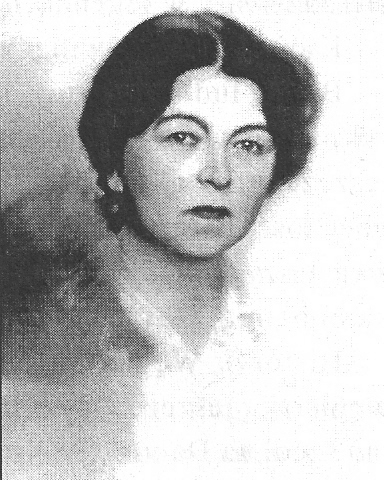
Maria Kasterska (* 1894)

- 1894: Maria Kasterska, polnische Schriftstellerin und Literaturwissenschaftlerin
- 1894: Clemens Plassmann, deutscher Bankier
- 1895: Friedrich Jeckeln, deutscher General der SS, Waffen-SS und Polizei, Massenmörder und Kriegsverbrecher
- 1895: George Halas, US-amerikanischer Baseball- und American-Football-Spieler, Trainer und Besitzer eines NFL-Teams
- 1895: Hans Möbius, deutscher Archäologe
- 1896: Kazimierz Kuratowski, polnischer Mathematiker
- 1896: Balys Sruoga, litauischer Dichter, Dramatiker, Kritiker und Literaturwissenschaftler

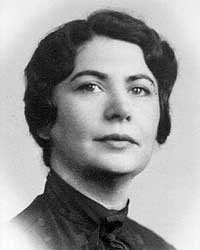
Gertrude Blanch (* 1897)

- 1897: Gertrude Blanch, russisch-amerikanische Mathematikerin
- 1897: Willy Schootemeijer, niederländischer Komponist und Pianist
- 1898: Alexei Kelberer, sowjetischer Schauspieler und Synchronsprecher
- 1898: Ossi Oswalda, deutsche Schauspielerin
- 1899: Wolfgang Gröbner, österreichischer Mathematiker
- 1899: Paula Heimann, deutsch-britische Psychoanalytikerin
- 1899: Heinrich Wehking, deutscher Landwirt und Politiker, MdL, MdB

### 20. Jahrhundert

#### 1901–1925
- 1901: Jascha Heifetz, US-amerikanisch-russischer Musiker
- 1901: Gerhard Hüsch, deutscher Opernsänger
- 1901: Walter Vinson, US-amerikanischer Blues-Musiker
- 1902: Elie Spivak, kanadischer Geiger und Musikpädagoge
- 1903: Karl Duncker, deutscher Psychologe, Vertreter der Gestalttheorie
- 1903: Gottlieb Heinrich Heer, Schweizer Schriftsteller und Journalist
- 1903: Eugen Kogon, deutscher Publizist, Soziologe und Politikwissenschaftler
- 1903: Bartel Leendert van der Waerden, niederländischer Mathematiker
- 1904: Waleri Pawlowitsch Tschkalow, sowjetischer Pilot

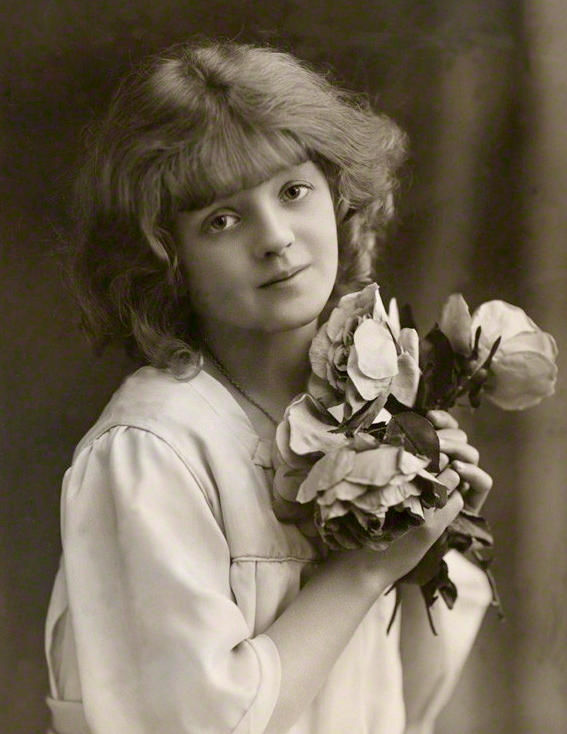
Joan Morgan (* 1905)

- 1905: Joan Morgan, britische Stummfilm-Schauspielerin und Drehbuchautorin
- 1905: Ayn Rand, russisch-US-amerikanische Schriftstellerin und Philosophin
- 1906: LeRoy H. Anderson, US-amerikanischer Politiker
- 1906: Felix Lützkendorf, deutscher Drehbuchautor
- 1906: Albert Matter, Schweizer Bankmanager und Jurist
- 1906: Egidio Vagnozzi, italienischer Kardinal
- 1908: Renzo Rossellini, italienischer Komponist, Musikkritiker und Musikwissenschaftler
- 1908: Pavel Šivic, slowenischer Komponist
- 1909: Anna Beyer, deutsche Widerstandskämpferin
- 1909: Hugo Launicke, deutscher Widerstandskämpfer gegen den Nationalsozialismus, kommunistischer Politiker
- 1910: August Berlin, deutscher SPD-Politiker, MdB
- 1911: Jussi Björling, schwedischer Sänger
- 1911: Jean-Jacques Grunenwald, französischer Organist, Komponist und Musikpädagoge
- 1912: Millvina Dean, britische Überlebende des Titanic-Untergangs
- 1912: Hans Leussink, deutscher Bauingenieur, Hochschullehrer, Politiker und Bundesminister
- 1913: Fred Apostoli, US-amerikanischer Mittelgewichts-Boxer

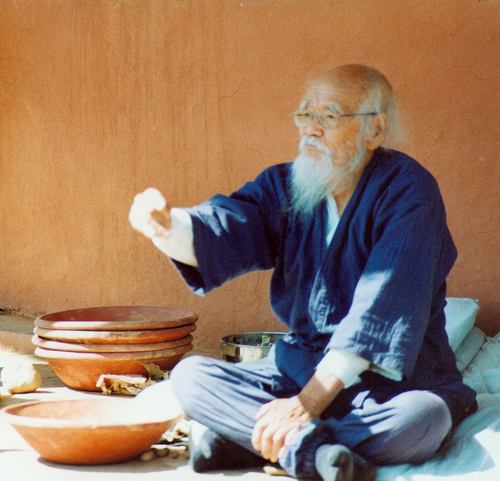
Masanobu Fukuoka (* 1913)

- 1913: Masanobu Fukuoka, japanischer Mikrobiologe und Bauer
- 1913: Poul Reichhardt, dänischer Schauspieler
- 1914: Heiner Fleischmann, deutscher Motorrad-Rennfahrer
- 1914: Nicolas-Roland Payen, französischer Luftfahrtpionier, Erfinder des Deltaflügels
- 1915: Abba Eban, israelischer Diplomat, Minister und Abgeordneter
- 1917: Đỗ Mười, vietnamesischer Politiker
- 1917: Herman Feshbach, US-amerikanischer Physiker
- 1917: Karl Gass, deutscher Dokumentarfilmregisseur
- 1918: Margit Åsberg-Albrechtsson, schwedische Skilangläuferin
- 1918: Gisela Morgen, deutsche Schauspielerin
- 1918: Rolf Recknagel, deutscher Schriftsteller und Redakteur
- 1919: Hans Ausserwinkler, österreichischer Politiker
- 1919: Lisa della Casa, Schweizer Opern- und Operettensängerin
- 1919: Georg Gawliczek, deutscher Fußballspieler und -trainer
- 1920: George Hardwick, englischer Fußballspieler und -trainer

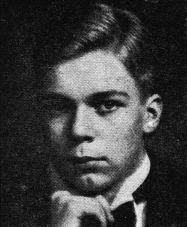
Heikki Suolahti (* 1920)

- 1920: Heikki Suolahti, finnischer Komponist
- 1921: Klaus Friedrich, Richter am deutschen Bundessozialgericht
- 1921: Adolf Riedl, deutscher Unternehmer
- 1922: Schmuel Agmon, israelischer Mathematiker
- 1922: André David, französischer Komponist
- 1922: Ilse Jahn, deutsche Biologin
- 1923: Hans Berge, deutscher Chemiker und Hochschullehrer
- 1923: Svetozar Gligorić, serbischer Schachmeister
- 1924: Eva Aschenbrenner, deutsche Autorin
- 1924: Elfi von Dassanowsky, österreichische Sängerin, Pianistin und Filmproduzentin
- 1924: Sonny Stitt, US-amerikanischer Saxophonist
- 1925: Raimondo D’Inzeo, italienischer Springreiter
- 1925: Günter Ebert, deutscher Schriftsteller und Journalist
- 1925: Robert Kirby, US-amerikanischer Automobilrennfahrer
- 1925: Julio César León, venezolanischer Radrennfahrer
- 1925: Michél Philippot, französischer Komponist und Musikpädagoge

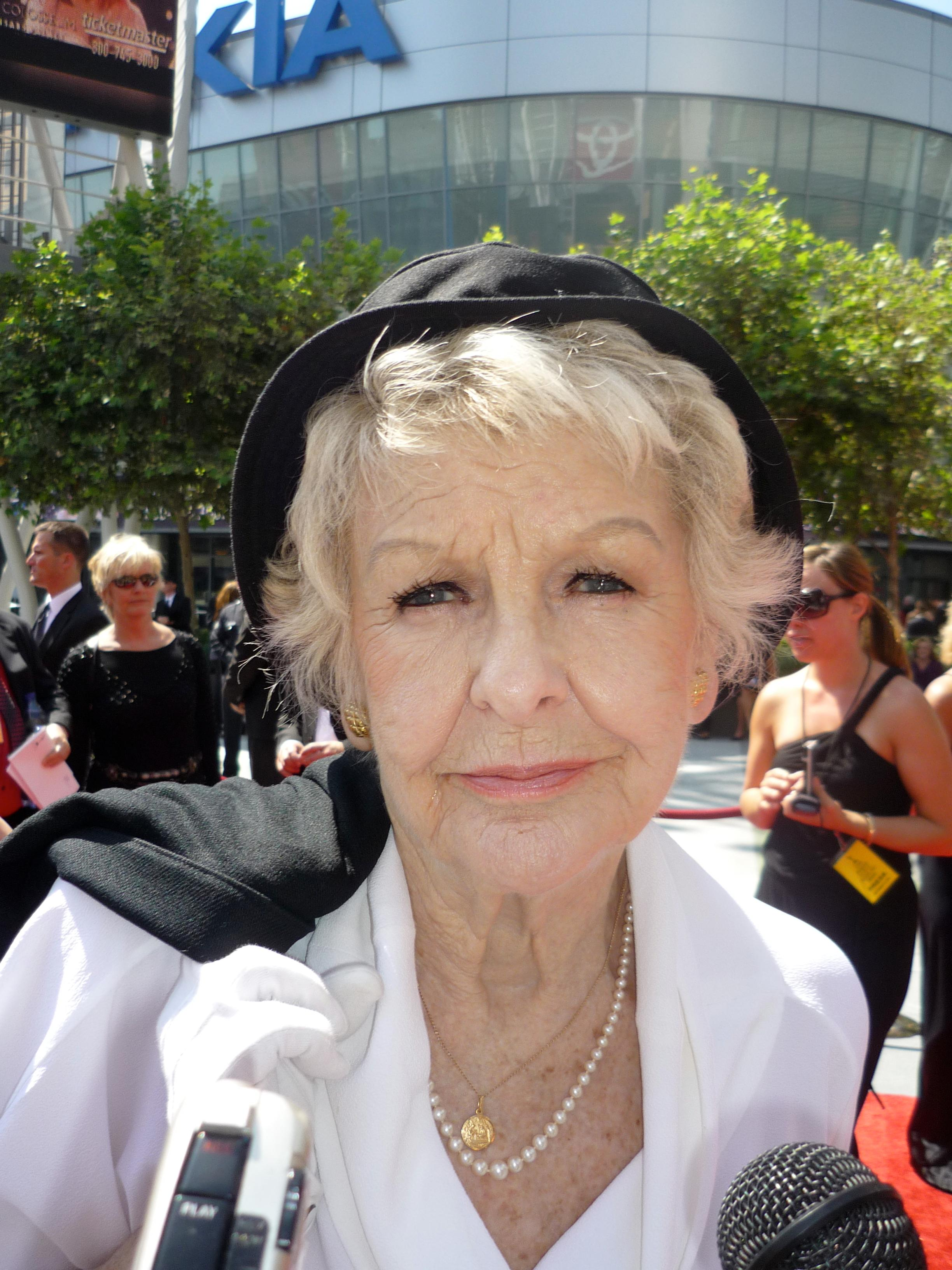
Elaine Stritch (* 1925)

- 1925: Elaine Stritch, US-amerikanische Schauspielerin

#### 1926–1950
- 1926: Miguel Obando Bravo, Erzbischof von Managua und Kardinal

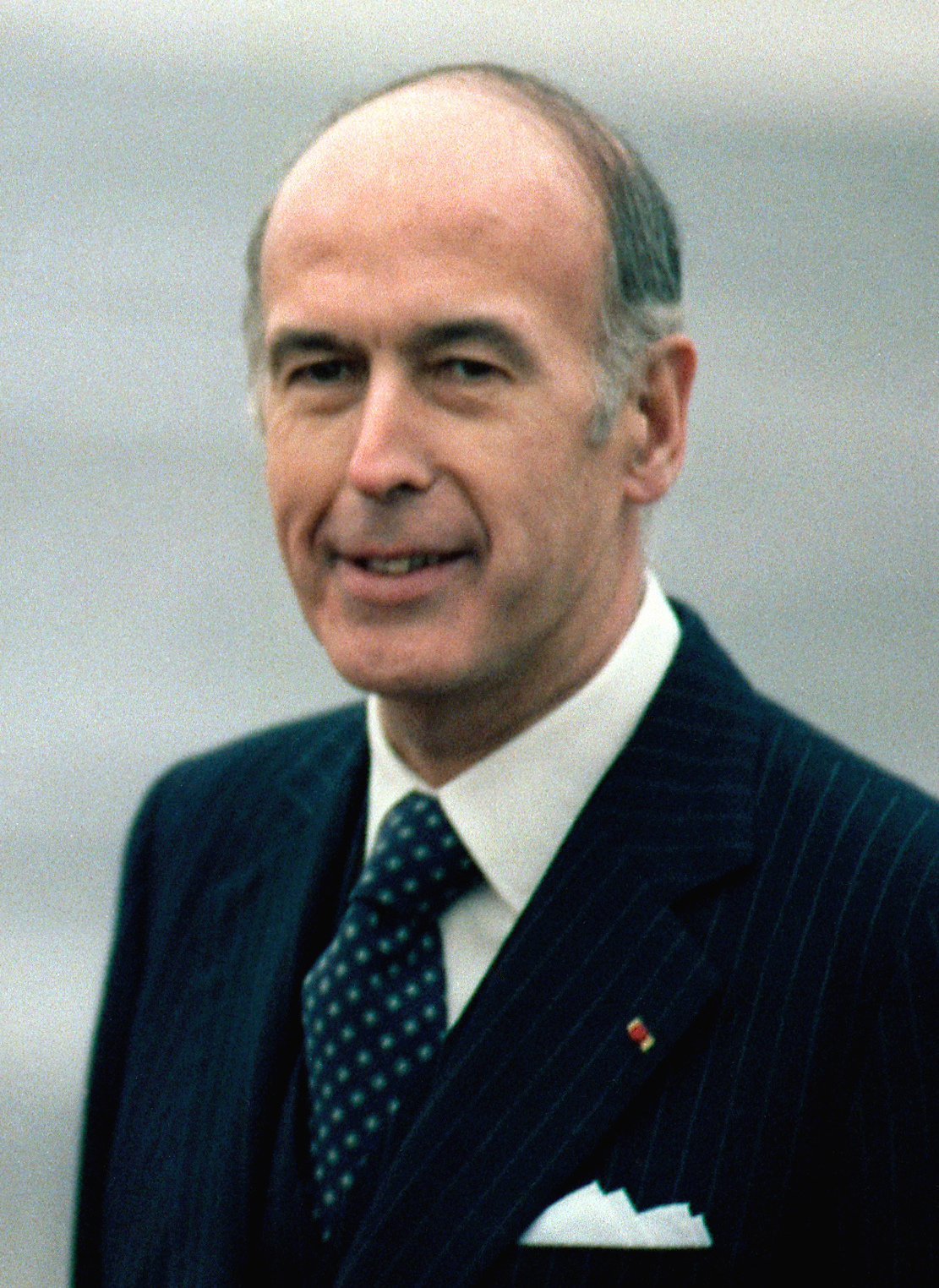
Valéry Giscard d’Estaing (* 1926)

- 1926: Valéry Giscard d’Estaing, französischer Politiker, Finanzminister, Staatspräsident, MdEP
- 1926: Gerhard Riecker, deutscher Kardiologe
- 1926: Julio Sosa, uruguayischer Tangosänger
- 1926: Fritz Stern, US-amerikanischer Historiker deutscher Herkunft
- 1927: Stan Getz, US-amerikanischer Tenorsaxophonist
- 1927: Rudolf Krieg, deutscher Theater-, Film- und Fernsehschauspieler und Regisseur
- 1928: Ciriaco De Mita, italienischer Politiker
- 1929: Reiner Bredemeyer, deutscher Komponist
- 1929: Věra Chytilová, tschechische Regisseurin
- 1929: Bruce Kirby, kanadischer Regattasegler und Bootarchitekt
- 1929: Silvio Mattioli, Schweizer Maler, Bildhauer, Eisen- und Stahlplastiker
- 1929: Elías Valiña Sampedro, spanischer Pfarrer, Initiator des Jakobsweges
- 1930: Juri Derenikowitsch Apressjan, russischer Linguist und Lexikograph
- 1930: Miroslav Raichl, tschechischer Komponist und Musikpädagoge
- 1930: Reiner Süß, deutscher Kammersänger, Entertainer und Politiker
- 1931: Dries van Agt, niederländischer Politiker
- 1931: Walter Burkert, deutscher Altphilologe
- 1931: Ladislav Čepčianský, tschechoslowakischer Kanute
- 1931: Helmut Gestrich, deutscher Lokalpolitiker
- 1931: Hans Rampf, deutscher Eishockey-Spieler und Bundestrainer
- 1932: Daniel Chanoch, litauisch-israelischer Holocaust-Überlebender

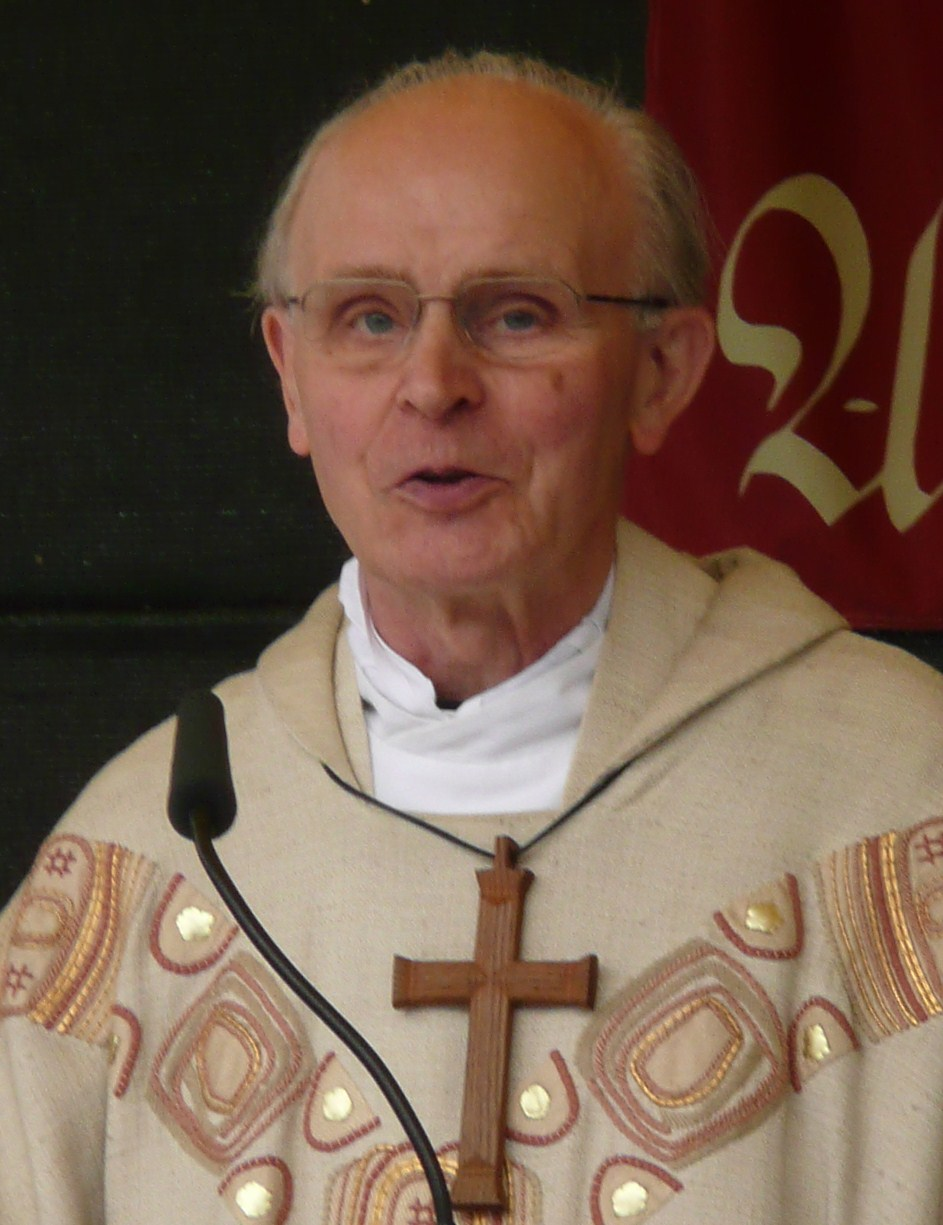
Franz Kamphaus (* 1932)

- 1932: Franz Kamphaus, deutscher Priester, Bischof der Diözese Limburg
- 1933: Horst Armbrust, deutscher Politiker
- 1933: Sonja Kehler, deutsche Schauspielerin und Diseuse
- 1933: Than Shwe, myanmarischer Generalissimus, Staatschef
- 1934: Peter Ahrendt, deutscher Segler
- 1934: Urte Clasing, deutsche Schauspielerin
- 1934: Otar Iosseliani, georgisch-französischer Filmregisseur
- 1935: Elga Andersen, deutsche Schauspielerin und Sängerin
- 1935: Glenn Barber, US-amerikanischer Country-Musiker
- 1935: Rolf Dubs, Schweizer Wirtschaftspädagoge
- 1935: Marian Jochman, polnischer Leichtathlet
- 1935: Michel Subor, französischer Schauspieler
- 1935: Mary Louise Wehman, US-amerikanische Schwimmerin
- 1935: Gerhard Winkler, österreichischer Altphilologe, Althistoriker und Epigraphiker
- 1936: Hermann Ament, deutscher Prähistoriker
- 1936: Wolfgang Wiester, deutscher Richter am Bundessozialgericht

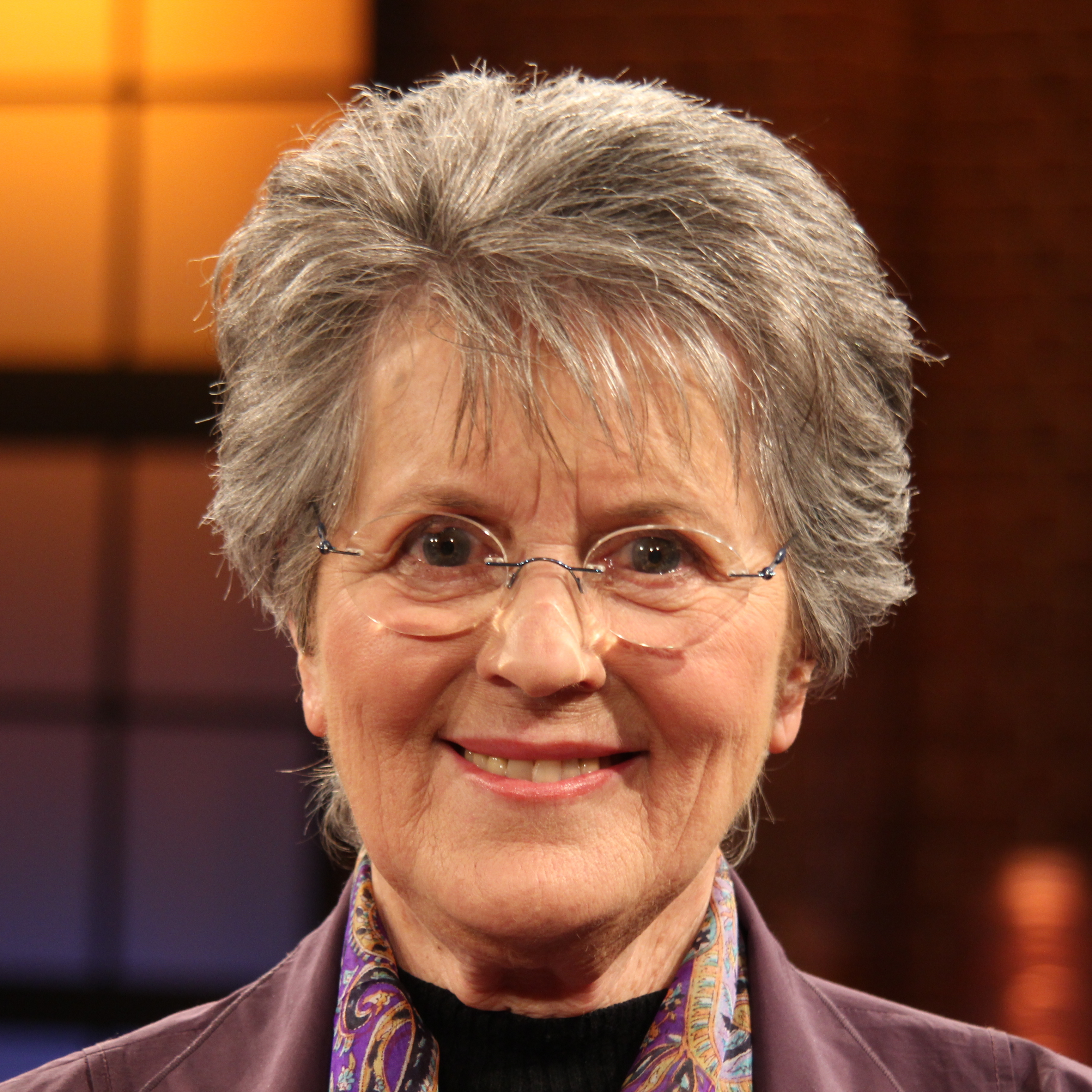
Lea Ackermann (* 1937)

- 1937: Lea Ackermann, deutsche Ordensschwester und Frauenrechtlerin

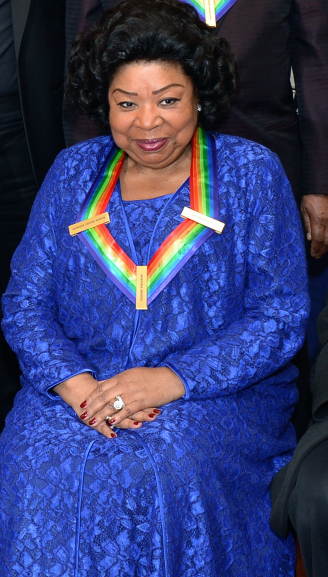
Martina Arroyo (* 1937)

- 1937: Martina Arroyo, US-amerikanische Opernsängerin
- 1937: Toni Auer, deutscher Radrennfahrer
- 1937: Tony Shelly, neuseeländischer Automobilrennfahrer
- 1938: Bobby Cruz, puerto-ricanischer Sänger und Komponist
- 1938: Sergio Ortega, chilenischer Komponist und Pianist
- 1939: Karl-Åke Asph, schwedischer Skilangläufer
- 1939: Adolf Prokop, deutscher Fußballschiedsrichter
- 1939: Charly Weiss, deutscher Schlagzeuger, Schauspieler und Performance-Künstler
- 1940: Thomas M. Disch, US-amerikanischer Science-Fiction-Autor
- 1941: Bolívar Echeverría, ecuadorianisch-mexikanischer Wissenschaftler, Philosoph und Schriftsteller
- 1941: Serge Tcherepnin, US-amerikanischer Komponist
- 1942: Bo Hopkins, US-amerikanischer Schauspieler
- 1942: Graham Nash, britischer Musiker und Songschreiber
- 1942: Ron Williams, deutsch-US-amerikanischer Schauspieler und Sänger, Kabarettist und Moderator
- 1942: James Blood Ulmer, US-amerikanischer Jazz- und Bluesgitarrist
- 1942: Maria Duval, deutsche Schlagersängerin
- 1943: Dieter Braun, deutscher Motorradrennfahrer
- 1943: Ulrich Frank, deutscher Synchronsprecher und Schauspieler
- 1943: Paul Friedhoff, deutscher Unternehmer und Politiker, MdB

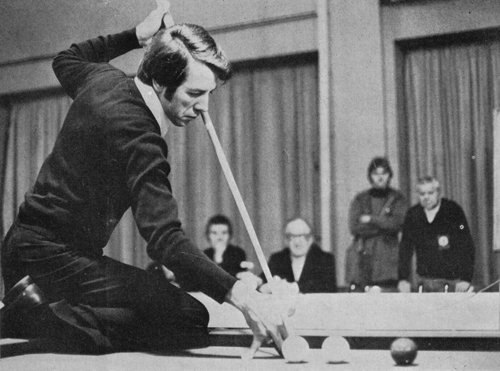
Dieter Müller (* 1943)

- 1943: Dieter Müller, deutscher Karambolagespieler und Weltmeister
- 1945: Robert Atzorn, deutscher Schauspieler
- 1945: Andreas Seyferth, deutscher Theater- und Fernsehschauspieler
- 1946: Isayas Afewerki, eritreischer Staatspräsident
- 1946: Alpha Oumar Konaré, malischer Staatspräsident
- 1946: Whistling Jack Smith, britischer Sänger
- 1947: Wilfrid Adam, deutscher Politiker
- 1947: Greg Antonacci, US-amerikanischer Filmproduzent, Drehbuchautor, Regisseur und Schauspieler
- 1947: Mike Brant, französischer Sänger
- 1947: Ute Eskildsen, deutsche Fotografin

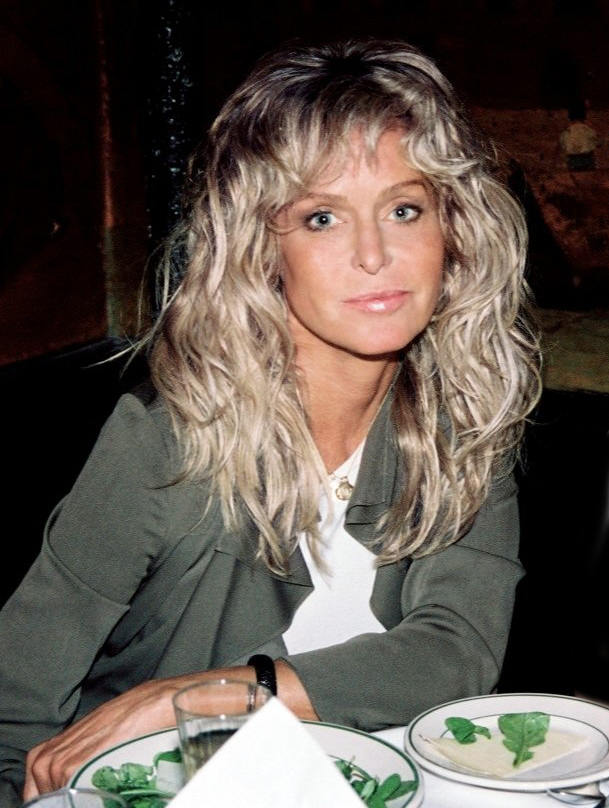
Farrah Fawcett (* 1947)

- 1947: Farrah Fawcett, US-amerikanische Schauspielerin
- 1947: Serge Mangin, französischer Bildhauer
- 1948: Remi Adefarasin, britischer Kameramann
- 1948: Al McKay, US-amerikanischer Musiker
- 1948: Roger Williamson, britischer Automobilrennfahrer
- 1949: Lilo Friedrich, deutsche Unternehmerin, Politikerin, MdB

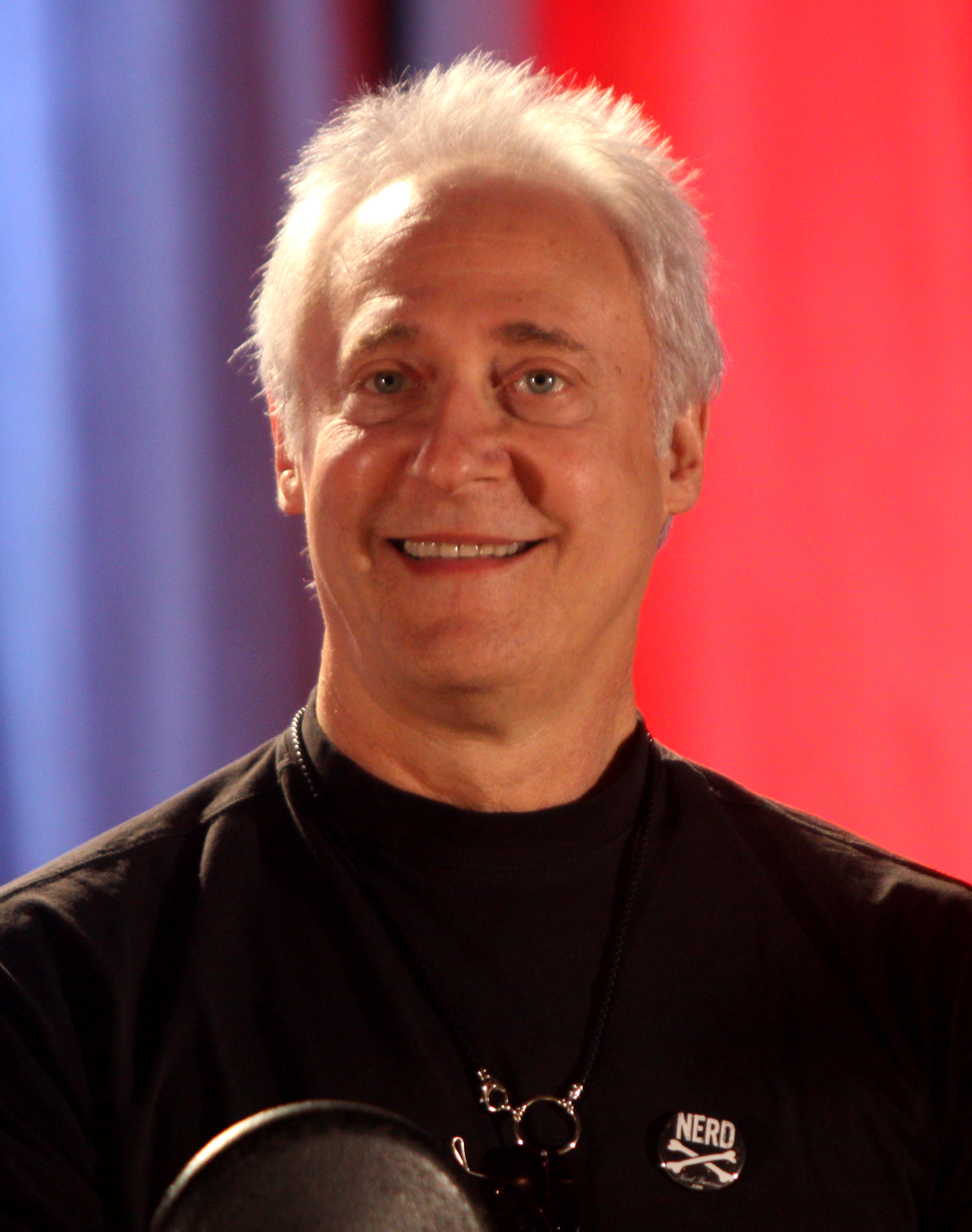
Brent Spiner (* 1949)

- 1949: Brent Spiner, US-amerikanischer Schauspieler
- 1950: Barbara Sukowa, deutsche Schauspielerin
- 1950: Georg Salvamoser, deutscher Unternehmer und Solarenergie-Pionier
- 1950: Serafim Urechean, moldawischer Politiker und Bürgermeister von Chișinău

#### 1951–1975
- 1951: Georg Markus, österreichischer Schriftsteller und Journalist
- 1952: Jeffrey Archibald, neuseeländischer Hockeyspieler
- 1952: Park Geun-hye, südkoreanische Politikerin, Staatspräsidentin Südkoreas
- 1952: Reinhard Häfner, deutscher Fußballspieler
- 1952: Ralph Merkle, deutscher Pionier für asymmetrische Kryptosysteme
- 1952: Carol Ann Susi, US-amerikanische Film- und Theater-Schauspielerin
- 1952: Michael Wickmann, deutscher Kommunalpolitiker
- 1953: Duane Chapman, US-amerikanischer Kopfgeldjäger
- 1953: Kim Merz, deutscher Schlagersänger
- 1953: Louis Sclavis, französischer Klarinettist, Saxophonist, Komponist und Bandleader
- 1953: Gerhard Wägemann, deutscher Politiker, MdL
- 1953: Wolfgang Wahlster, deutscher Informatiker
- 1954: Christie Brinkley, US-amerikanisches Fotomodel

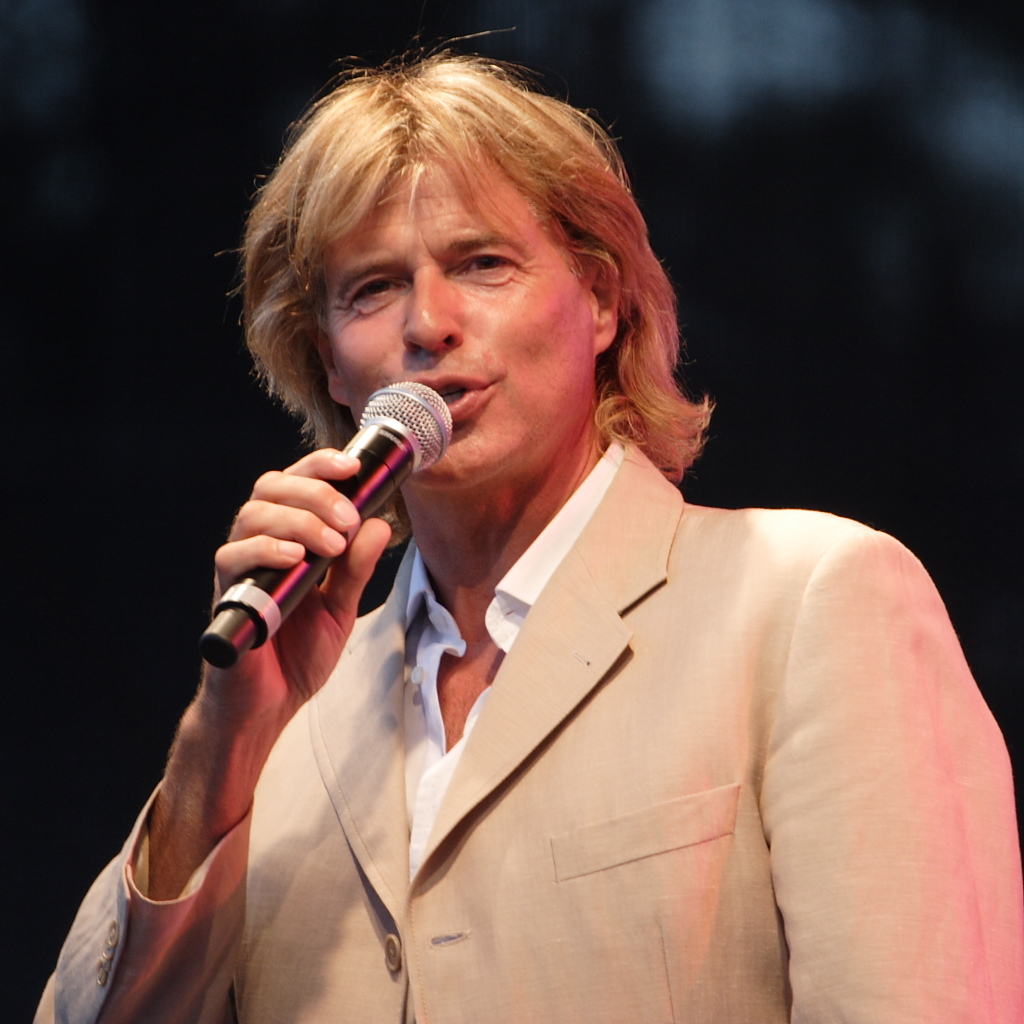
Hansi Hinterseer (* 1954)

- 1954: Hansi Hinterseer, österreichischer Skirennläufer und Sänger
- 1955: Dermot Ahern, irischer Politiker
- 1955: Leszek Engelking, polnischer Dichter, Schriftsteller, Übersetzer und Literaturwissenschaftler
- 1955: Jürg Röthlisberger, Schweizer Judoka und Olympiasieger
- 1956: Jean-François Lamour, französischer Fechter und Sportminister
- 1957: Matthias Assmann, deutscher Leichtathlet
- 1957: Saʿd al-Faqīh, irakischer Chirurg und Reformer
- 1957: Rainer Wirz, deutscher Fechter
- 1958: Michel Marc Bouchard, kanadischer Dramatiker
- 1958: William Binnie, US-amerikanischer Unternehmer und Automobilrennfahrer
- 1958: Caroline O’Neill, britische Schauspielerin
- 1958: Franke Sloothaak, deutsch-niederländischer Springreiter
- 1959: Hubertus von Hohenlohe, österreichischer Skirennfahrer

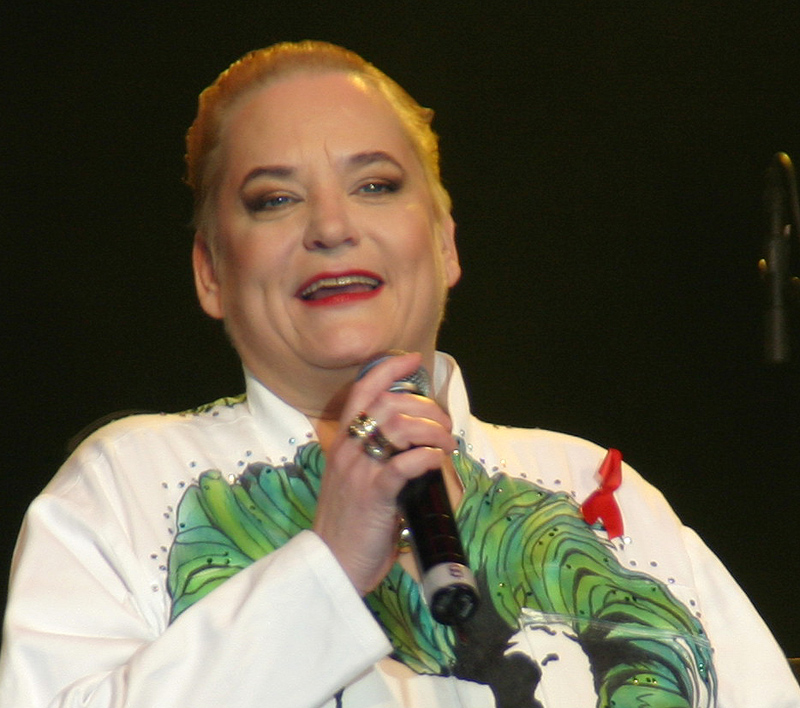
Hella von Sinnen (* 1959)

- 1959: Hella von Sinnen, deutsche Fernsehunterhalterin und Komikerin
- 1960: Uwe Backes, deutscher Politikwissenschaftler
- 1961: Rintschinnjamyn Amardschargal, mongolischer Premierminister
- 1961: Lauren Lane, US-amerikanische Schauspielerin
- 1961: Otmar Schmelzer, deutscher Kabarettist und Winzer
- 1962: Sabine Bulthaup, deutsche Radiomoderatorin, Kabarettistin, Schauspielerin und Sängerin
- 1962: Mustapha Moussa, algerischer Amateurboxer
- 1962: Anne-Flore Rey, französische Skirennläuferin
- 1963: Eva Cassidy, US-amerikanische Sängerin
- 1963: Karin Dedler, deutsche Skirennläuferin
- 1963: Vigleik Storaas, norwegischer Jazzpianist
- 1964: Laura Poitras, US-amerikanische Dokumentarfilmerin und -produzentin
- 1965: Marion Ackermann, deutsche Kunsthistorikerin
- 1965: Petra Kilian, deutsche Kostümbildnerin und Künstlerin
- 1965: Alexander Rosenberg, deutscher Schauspieler, Synchronsprecher und Dialogbuchautor
- 1965: Thorsten Wolf, deutscher Schauspieler, Kabarettist und Theaterintendant
- 1965: Veronika Winter, deutsche Sängerin
- 1966: Markus Böker, deutscher Schauspieler
- 1966: Claudio Caiolo, italienischer Schauspieler und Autor
- 1966: Mirco Hanker, deutscher Politiker
- 1966: Andrei Eduardowitsch Tschesnokow, russischer Tennisspieler
- 1966: Kazuya Tsurumaki, japanischer Regisseur
- 1967: Catherine Flemming, deutsche Filmschauspielerin
- 1968: Espen Bredesen, norwegischer Skispringer
- 1968: Roland Jankowsky, deutscher Schauspieler
- 1969: Fartuun Adan, somalische Menschenrechtsaktivistin und Frauenrechtlerin
- 1969: João Aguardela, portugiesischer Sänger und Musiker
- 1969: Dana International, israelische Popsängerin
- 1969: Knut Kircher, deutscher Fußballschiedsrichter

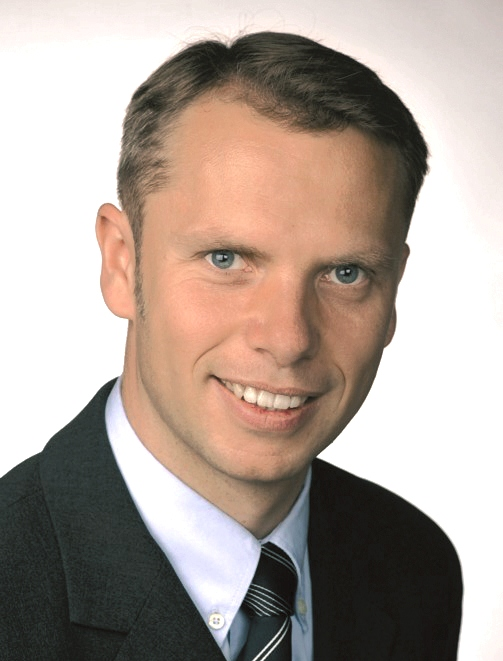
Christian Ortner (* 1969)

- 1969: Christian Ortner, österreichischer Historiker
- 1970: Anton Hofreiter, deutscher Politiker (Bündnis 90/Die Grünen)
- 1970: Irmgard Männlein-Robert, deutsche Klassische Philologin
- 1970: Günter Schlierkamp, deutsch-US-amerikanischer Bodybuilder
- 1970: Erik ten Hag, niederländischer Fußballtrainer
- 1970: Jennifer Westfeldt, US-amerikanische Schauspielerin, Drehbuchautorin und Filmproduzentin
- 1971: Biljana Grafwallner-Brezovska, deutsche Filmeditorin
- 1971: Marc Luy, deutscher Bevölkerungswissenschaftler
- 1972: Cameron Johann, US-amerikanischer Filmproduzent, Schauspieler
- 1973: Bürger Lars Dietrich, deutscher Musiker und Komiker
- 1973: Anna Jakubczak, polnische Leichtathletin
- 1974: Radosław Kałużny, polnischer Fußballspieler
- 1974: Chatuna Narimanidse, georgische Bogenschützin
- 1975: Todd Bertuzzi, kanadischer Eishockeyspieler
- 1975: José Luis Cardoso, spanischer Motorradrennfahrer

#### 1976–2000
- 1976: Björn Harich, deutscher Jurist und Richter am Bundessozialgericht
- 1977: Bibiana Aído, spanische Politikerin
- 1977: Martin Andresen, norwegischer Fußballspieler und -trainer
- 1977: Martin Boquist, schwedischer Handballspieler
- 1977: Marc Bernaus, andorranischer Fußballspieler
- 1977: Sebastian Ströbel, deutscher Schauspieler

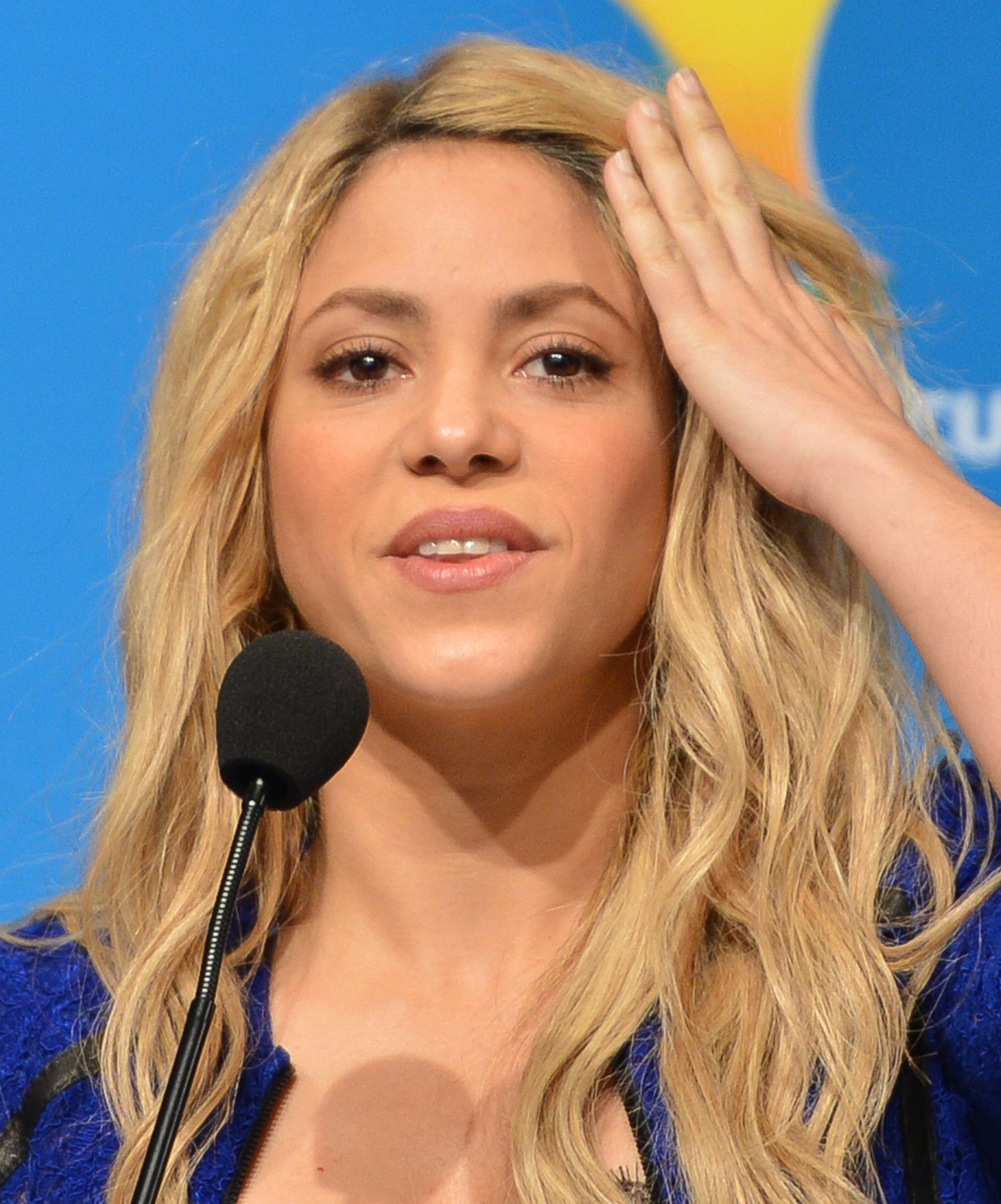
Shakira (* 1977)

- 1977: Shakira, kolumbianische Sängerin und Songwriterin
- 1977: Jessica Wahls, deutsche Pop-Sängerin
- 1978: Antje Mönning, deutsche Schauspielerin
- 1978: Bárbara Mori, mexikanische Schauspielerin
- 1978: Sir Colin, Schweizer House-DJ
- 1978: Florian Wanner, deutscher Judoka
- 1979: Urmo Aava, estnischer Rallyefahrer
- 1979: Sandy Casar, französischer Radrennsportler
- 1979: Fani Chalkia, griechische Hürdenläuferin, Olympiasiegerin
- 1979: Claudia Pupeter, deutsche Schauspielerin
- 1979: Tomasz Emil Rudzik, deutscher Regisseur
- 1980: Angela Finger-Erben, deutsche Fernsehmoderatorin
- 1980: Martin McCrudden, irischer Snookerspieler
- 1981: Emre Aydın, türkischer Sänger
- 1982: Michail Audsejeu, belarussischer Gewichtheber
- 1982: Han Ga-in, südkoreanische Schauspielerin
- 1982: Dorcus Inzikuru, ugandische Leichtathletin
- 1982: Janine Partzsch, deutsche Fußballspielerin
- 1982: Sebastian Winkler, deutscher Schauspieler
- 1983: Anastassija Semjonowna Dawydowa, russische Synchronschwimmerin, Olympiasiegerin
- 1983: Carolina Klüft, schwedische Siebenkämpferin
- 1983: Arsen Sergejewitsch Pawlow, russischer Milizenführer
- 1984: Yusuf Barak, afghanischer Fußballspieler
- 1984: Natia Natia, US-amerikanisch-samoanischer Fußballspieler
- 1984: Kathleen Weiß, deutsche Volleyballspielerin
- 1985: Massoud Azizi, afghanischer Leichtathlet
- 1985: Melody Gardot, US-amerikanische Jazz-Sängerin und Songschreiberin
- 1985: Dennis Oliech, kenianischer Fußballspieler
- 1985: Silvestre Varela, portugiesischer Fußballspieler

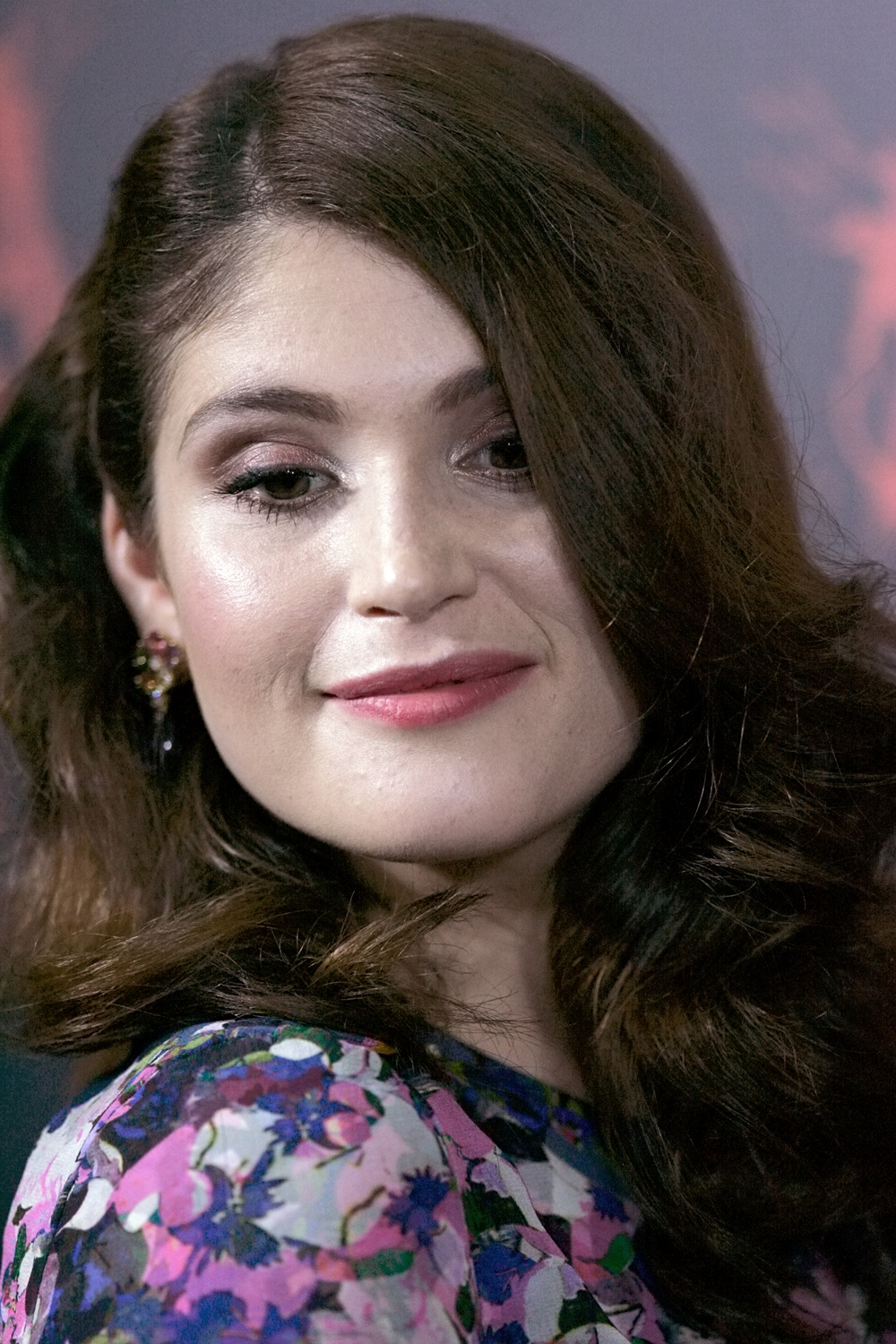
Gemma Arterton (* 1986)

- 1986: Gemma Arterton, britische Schauspielerin
- 1986: André Kuhnert, deutscher Radiomoderator und Webvideoproduzent
- 1987: Gerard Piqué, spanischer Fußballspieler
- 1987: Jonathan Rea, britischer Motorradrennfahrer
- 1988: Gülnäfis Ajtmuchambetowa, kasachische Taekwondoin
- 1988: Susanne Hartel, deutsche Fußballspielerin
- 1988: Sarah Tkotsch, deutsche Schauspielerin
- 1989: Shane Archbold, neuseeländischer Radrennfahrer
- 1989: Dion Beukeboom, niederländischer Radrennfahrer
- 1989: Ivan Perišić, kroatischer Fußballspieler
- 1989: Jakub Sylvestr, slowakischer Fußballspieler
- 1989: Mégane Vallet, französische Handballspielerin
- 1990: Telly Tellz, deutscher Rapper
- 1990: Matic Kramaršič, slowenischer Skispringer
- 1990: Cynthia Micas, deutsche Schauspielerin

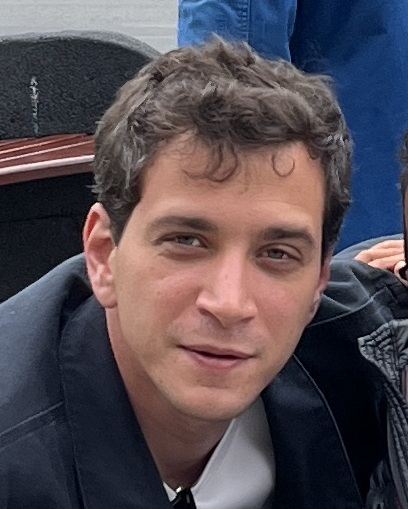
Selahattin Paşalı (* 1990)

- 1990: Selahattin Paşalı, türkischer Schauspieler.
- 1991: Florian Badstübner, deutscher Fußballschiedsrichter
- 1991: Nata De Leeuw, kanadische Skispringerin
- 1991: Grégory Mertens, belgischer Fußballspieler
- 1992: Pascal Breier, deutscher Fußballspieler
- 1992: Carlos Muñoz, kolumbianischer Rennfahrer
- 1993: Johannes Wiegelmann, deutscher Politiker (CDU), MdB
- 1994: Elseid Hysaj, albanischer Fußballspieler
- 1994: Borja López, spanischer Fußballspieler
- 1996: Dylan Authors, kanadischer Schauspieler
- 1997: Ellie Bamber, britische Schauspielerin
- 1997: Cameron Borthwick-Jackson, englischer Fußballspieler
- 1998: Maxime Awoudja, deutscher Fußballspieler
- 1998: Marijan Ćavar, kroatischer Fußballspieler
- 1998: David Dekker, niederländischer Radrennfahrer
- 1999: Christoph Ehlich, deutscher Fußballspieler
- 1999: Edmond Tapsoba, burkinischer Fußballspieler
- 2000: Andrea Guo, österreichische Schauspielerin
- 2000: Tomáš Mikyska, tschechischer Biathlet

### 21. Jahrhundert
- 2001: Carlos Rodríguez, spanischer Radrennfahrer
- 2003: Fabian Müllauer, österreichischer Biathlet
- 2004: Shola Shoretire, englischer Fußballspieler

## Gestorben

### Vor dem 16. Jahrhundert
- 0619: Laurentius von Canterbury, zweiter Erzbischof von Canterbury
- 0880: Brun, erster Herzog von Sachsen
- 0880: Markward von Hildesheim, Bischof von Hildesheim
- 0880: Theoderich von Minden, Bischof von Minden
- 1093: Geoffroy de Montbray, Bischof von Coutances
- 1124: Bořivoj II., böhmischer Herzog
- 1200: Albrecht II. von Cuyk, Bischof von Lüttich
- 1209: Alfons II., Graf der Provence
- 1211: Adelheid von Meißen, Ehefrau des Königs Ottokar I.
- 1218: Konstantin, Großfürst von Wladimir
- 1250: Erik XI., König von Schweden
- 1255: Gunzelin von Wolfenbüttel, Angehöriger der Dienstmannschaft der Welfen, Reichsministeriale
- 1294: Ludwig der Strenge, Herzog von Bayern und Pfalzgraf bei Rhein
- 1339: Jón Halldórsson, Bischof von Skálholt in Island
- 1345: Ludwig der Junker, Sohn des Landgrafen Otto I. von Hessen
- 1348: Narimantas, Fürst von Polozk und Pinsk
- 1353: Anna von der Pfalz, die zweite Frau von Kaiser Karl IV.
- 1354: Walther II., Abt in Münsterschwarzach
- 1395: Poncello Orsini, Kardinal
- 1432: Elisabetta Visconti, Herzogin von Bayern-München
- 1435: Johanna II., Königin von Neapel und Titularkönigin von Jerusalem

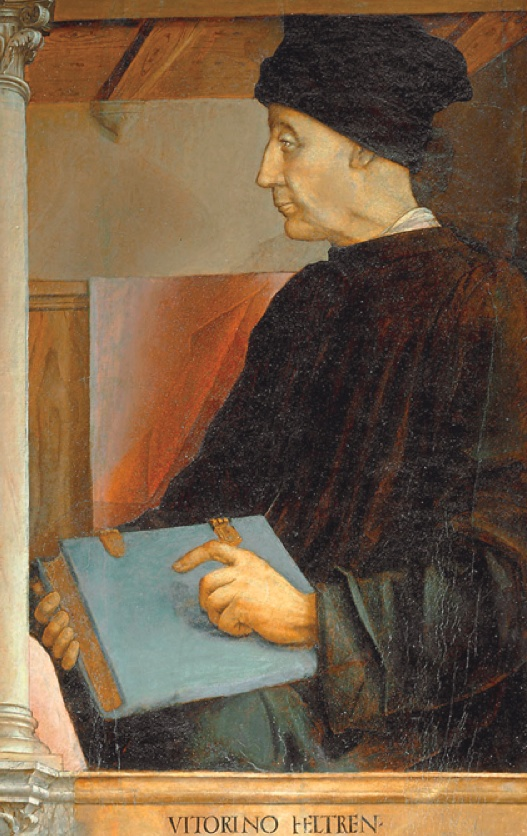
Vittorino da Feltre († 1446)

- 1446: Vittorino da Feltre, italienischer Renaissance-Humanist und Lehrer
- 1451: Hermann von Harras, meißnischer Feldhauptmann
- 1474: Wenzel III. von Troppau, Herzog von Troppau und Steinau

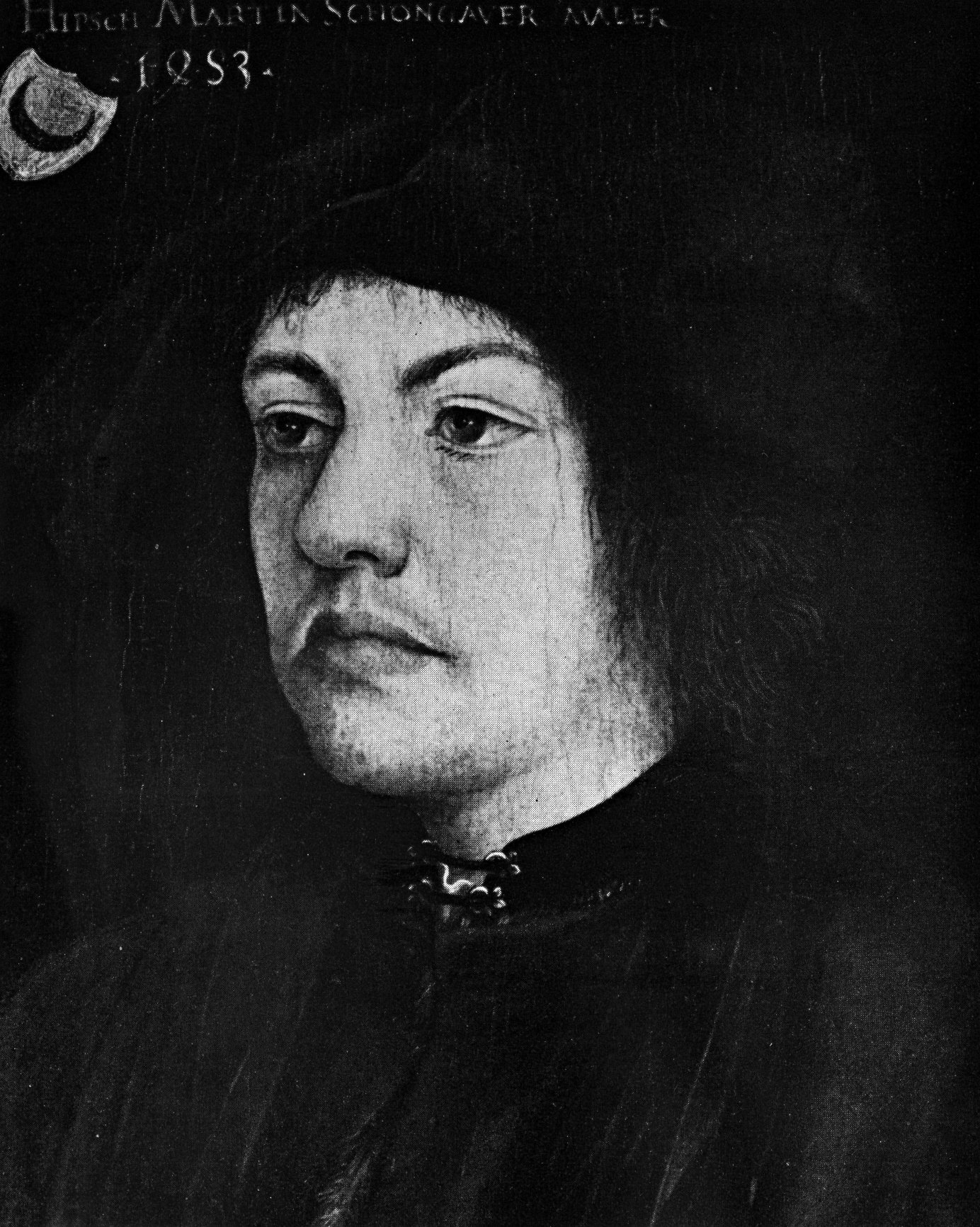
Martin Schongauer († 1491)

- 1491: Martin Schongauer, deutscher Maler und Kupferstecher

### 16. bis 18. Jahrhundert
- 1503: Martin Kabátník, tschechischer Reisender, Schriftsteller und Mitglied der Brüder-Unität
- 1512: Hatuey, kubanischer Freiheitskämpfer
- 1516: Juan Díaz de Solís, spanischer Seefahrer und Entdecker
- 1517: Hermann Darsow, Lübecker Kaufmann und Ratsherr
- 1518: Christoph Beyer, deutscher Chronist
- 1537: Johann Carion, deutscher Astrologe, Mathematiker und Historiker
- 1550: Francis Bryan, englischer Adliger und Diplomat
- 1563: Hans Neusidler, deutscher Komponist und Lautenist
- 1571: Matthias Wanckel, deutscher evangelisch-lutherischer Theologe
- 1575: John Parkhurst, Bischof von Norwich
- 1581: Johanna von Pfalz-Simmern, Äbtissin im Kloster Marienberg
- 1587: François de Beaumont, französischer Protestantenführer
- 1589: Andreas Dudith, ungarischer Humanist und Diplomat
- 1590: Martin Medek von Müglitz, Erzbischof von Prag
- 1592: Ana de Mendoza y de la Cerda, spanisch-portugiesische Hofdame und Politikerin
- 1594: Giovanni Pierluigi da Palestrina, italienischer Komponist und Erneuerer der Kirchenmusik
- 1597: Lucas van Valckenborch, flämischer Maler
- 1602: David Peifer, kursächsischer Kanzler
- 1602: Georg Eberhard von Solms, niederländischer Adeliger und Obrist
- 1621: Sebastiano Folli, italienischer Maler
- 1638: Sigmund Adam von Traun, österreichischer Adeliger, Obersthofmeister und Hofkammerpräsident, Landmarschall und General-Landoberster
- 1653: Ferdinand Geizkofler, württembergischer Hofkanzleidirektor
- 1657: Nicole, Herzogin von Lothringen
- 1660: Govaert Flinck, niederländischer Maler
- 1660: Gaston de Bourbon, Herzog von Orléans
- 1668: Antonio del Castillo y Saavedra, spanischer Maler und Bildhauer
- 1689: Georg Dientzenhofer, deutscher Baumeister des Barock
- 1704: Guillaume François Antoine, Marquis de L’Hospital, französischer Mathematiker
- 1708: Johann Ulrich Pregizer III., Tübinger Historiker, Rhetoriker und Jurist
- 1711: Wilhelm von Plettenberg, Landkomtur des Deutschen Ordens
- 1713: Marko Mesić, kroatischer Pfarrer und Freiheitskämpfer
- 1716: Juan Domingo de Zuñiga y Fonseca, Statthalter der Spanischen Niederlande
- 1721: Johann Tobias Gottfried Trost, mitteldeutscher Orgelbauer
- 1723: Antonio Maria Valsalva, italienischer Anatom und Chirurg
- 1727: Andreas Gärtner (sorbisch Handrij Zahrodnik), kurfürstlich-sächsischer Modellmeister, Naturwissenschaftler und Erfinder
- 1729: Pietro Baratta, venezianischer Bildhauer
- 1734: Charles Calvert, britischer Kolonialgouverneur von Maryland
- 1736: Gabriel Bergier, Schweizer evangelischer Geistlicher und Hochschullehrer
- 1743: Martino Bitti, genuesischer Violinist und Komponist
- 1746: Matthias Desubas, französischer Prediger und evangelischer Märtyrer
- 1750: Johann Graf, deutscher Komponist
- 1754: Tilmann Joseph Godesberg, deutscher Priester und Offizial im Erzbistum Köln
- 1755: Anselm Christoph von Bonin, preußischer Offizier, Gouverneur von Magdeburg
- 1757: Beat Holzhalb, Schweizer Pietist
- 1763: Josias I., Graf von Waldeck-Bergheim
- 1769: Clemens XIII., Papst
- 1776: Francis Hayman, englischer Maler und Illustrator

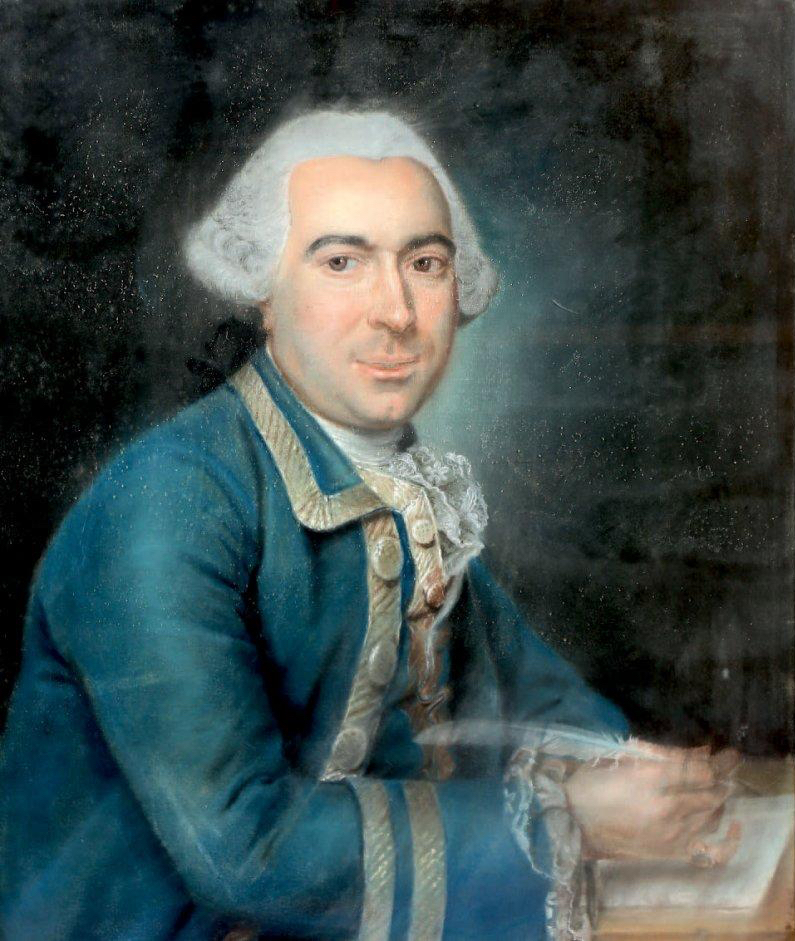
Armand-Louis Couperin († 1789)

- 1789: Armand-Louis Couperin, französischer Komponist und Musiker
- 1789: Franz Huberti, deutscher Geistlicher, Pädagoge und Astronom
- 1790: Friedrich Wolfgang Reiz, deutscher Altphilologe
- 1795: Ulrike Eleonore von Hessen-Philippsthal, paragierte Landgräfin von Hessen-Philippsthal
- 1799: Dorothea Maria Lösch, gilt als erste Schiffskapitänin Schwedens

### 19. Jahrhundert
- 1804: George Walton, US-amerikanischer Politiker, Gouverneur, US-Senator
- 1825: Feodossi Fjodorowitsch Schtschedrin, russischer Bildhauer und Hochschullehrer
- 1826: Jean Anthelme Brillat-Savarin, französischer Schriftsteller, Philosoph und Gastronomiekritiker
- 1827: Theodor Gotthold Thienemann, deutscher lutherischer Theologe
- 1828: Carl Alberti, deutscher Beamter
- 1829: Johann Adolph Heinlein, deutscher Jurist und Bürgermeister
- 1829: Wilhelm Christian Oettel, deutscher evangelischer Geistlicher und Pädagoge
- 1836: Laetitia Ramolino, Ehefrau von Carlo di Buonaparte und Stammmutter der Bonaparte-Familie
- 1837: Georg Ludwig Hartig, deutscher Forstwissenschaftler
- 1849: Mullah Husayn, iranischer Religionsführer des Babismus, erster Buchstabe des Lebendigen

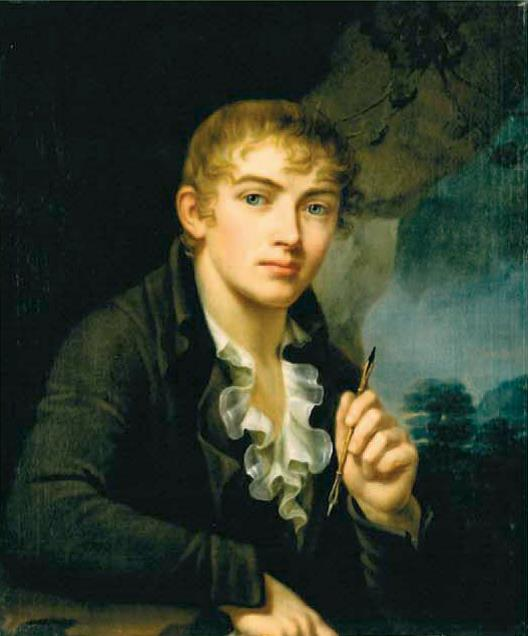
Rudolph Suhrlandt († 1862)

- 1862: Rudolph Suhrlandt, deutscher Porträtmaler
- 1864: Adelaide Anne Procter, englische Dichterin und Philanthropin
- 1866: Pamphile Léopold François Aimon, französischer Komponist
- 1866: Nils Gustaf Nordenskiöld, finnischer Mineraloge, Geologe und Chemiker
- 1872: Ludwig Simon, deutscher Offizier, Politiker und Revolutionär
- 1875: Ludwig Droste, deutscher Architekt, Stadtbaumeister
- 1877: Alexander Pawlowitsch Brjullow, russischer Architekt und Aquarellist
- 1884: Julius Köbner, deutscher Baptistenpastor, Mitbegründer der deutschen Baptistengemeinden
- 1884: Wendell Phillips, US-amerikanischer Abolitionist und Politiker
- 1886: Edmund Heusinger von Waldegg, deutscher Maschinenbau-Ingenieur und Eisenbahnpionier
- 1890: Gustav Hartenstein, deutscher Philosoph
- 1892: Ludwig Eichrodt, deutscher Schriftsteller
- 1893: Carl Christoffer Georg Andræ, dänischer Politiker
- 1894: Hans Herzog, Schweizer General

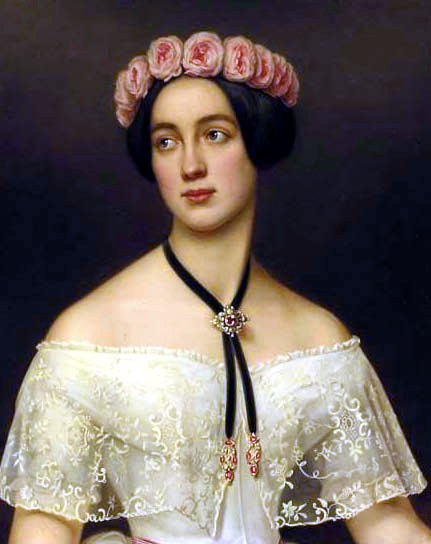
Prinzessin Elisabeth von Sachsen-Altenburg († 1896)

- 1896: Elisabeth von Sachsen-Altenburg, Großherzogin von Oldenburg
- 1898: Maria Katharina Kasper, deutsche heiliggesprochene katholische Kongregationsgründerin
- 1899: Cherubino Patà, Schweizer Landschafts- und Porträtmaler

### 20. Jahrhundert

#### 1901–1950
- 1902ː Viktorine von Butler-Haimhausen, deutsche Sozialreformerin, Philanthropin und Schriftstellerin
- 1903: Josef Enzensperger, deutscher Meteorologe und Bergsteiger
- 1905ː Elisabeth Wiese, deutsche Serienmörderin

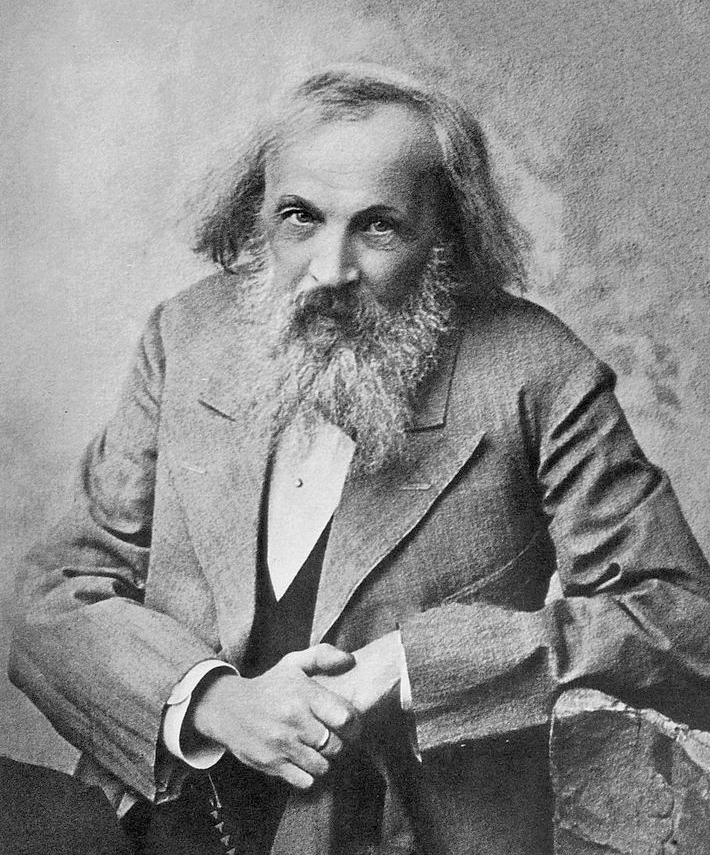
Dmitri Mendelejew († 1907)

- 1907: Dmitri Iwanowitsch Mendelejew, russischer Chemiker
- 1908: Louis Brisson, französischer katholischer Priester, Gründer zweier Kongregationen
- 1909: Anna Bachofner, Schweizer Schriftstellerin
- 1909: Adolf Stoecker, deutscher evangelischer Theologe und Politiker
- 1912: Josef Ettlinger, deutscher Journalist und Literaturhistoriker
- 1913: Gustav de Laval, französisch-schwedischer Ingenieur
- 1915: Julius Arnold, deutscher Pathologe
- 1918: Giovanni Lurati, Schweizer Jurist und Politiker
- 1918: John L. Sullivan, US-amerikanischer Box-Weltmeister im Schwergewicht
- 1919: Xavier Leroux, französischer Komponist
- 1920: Pál Szinyei Merse, ungarischer Maler
- 1921: Andrea Carlo Ferrari, italienischer Geistlicher, Erzbischof von Mailand, Kardinal
- 1923: Walter Caspari, deutscher Theologe und Geistlicher
- 1924: Lucien Gautier, Schweizer evangelischer Theologe und Hochschullehrer

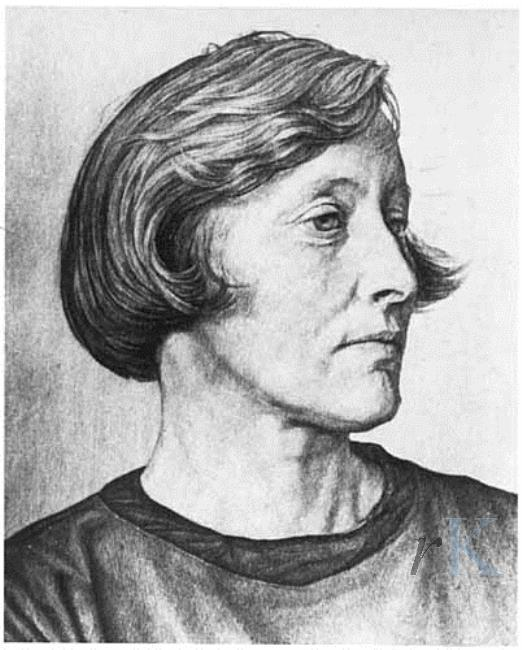
Julie de Graag († 1924)

- 1924: Julie de Graag, niederländische Malerin
- 1924: Marija Dmitrijewna Kriwopolenowa, russische bzw. sowjetische Erzählerin und Sängerin
- 1925ː Emmy Köhler, schwedische Schriftstellerin
- 1926: Karl von Weizsäcker, deutscher Politiker, Ministerpräsident
- 1927: Sveinbjörn Sveinbjörnsson, isländischer Komponist, Pianist und Musiklehrer
- 1930: Carl Miller, deutscher Kommunalpolitiker
- 1933: Gerhard Janensch, deutscher Bildhauer und Medailleur
- 1934: Konrad Kain, kanadischer Bergsteiger
- 1935: Franz Paul Fiebrich, österreichischer Komponist von Wienerliedern, Volkssänger, Chorleiter und Dichter
- 1936: Jewhen Pluschnyk, ukrainischer Dichter, Tod im Gulag
- 1938: Friedrich Adler, österreichischer Schriftsteller
- 1940: Ernst Günther Burggaller, deutscher Offizier, Motorrad- und Automobilrennfahrer
- 1940: Wsewolod Emiljewitsch Meyerhold, russischer Regisseur und Schauspieler
- 1940: Alexander Schlicke, deutscher Politiker, Landesminister, MdR, Reichsminister
- 1941: Johannes Schlaf, deutscher Dramatiker, Erzähler und Übersetzer
- 1942: Daniil Charms, russischer Schriftsteller
- 1942: Hugh D. McIntosh, australischer Sportveranstalter, Zeitungsverleger und Theaterunternehmer
- 1944: Tjapko van Bergen, niederländischer Ruderer
- 1945: Alfred Delp, deutscher Jesuit und Widerstandskämpfer gegen den Nationalsozialismus

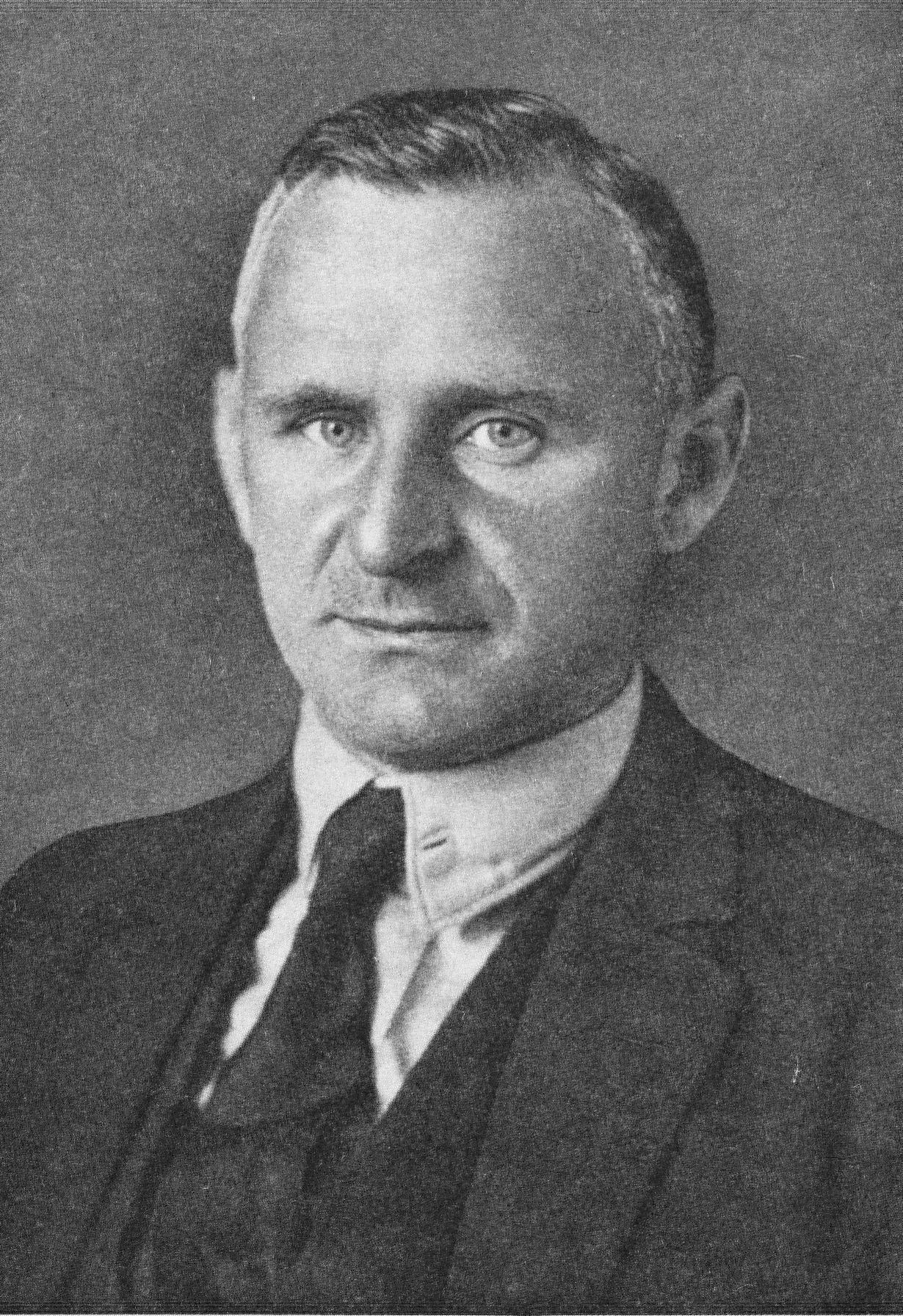
Carl Goerdeler († 1945)

- 1945: Carl Goerdeler, deutscher Jurist, Politiker und Widerstandskämpfer gegen den Nationalsozialismus
- 1945: Joseph Hunt, US-amerikanischer Tennisspieler
- 1945: Gerhard Korte, deutscher Bergwerksbetreiber, Kaufmann und Vorsitzender des Deutschen Kalisyndikats
- 1945: Johannes Popitz, deutscher Jurist, Politiker, preußischer Finanzminister, Reichsminister und Widerstandskämpfer
- 1945: Friedrich Schirmer, deutscher Kommunalpolitiker
- 1946: Heinrich Jalowetz, österreichischer Dirigent und Komponist
- 1946: Curt von Ulrich, deutscher Politiker, SS-Offizier, Oberpräsident der preußischen Provinz Sachsen
- 1947: Ernst Diehl, deutscher Altphilologe
- 1947: Willibald Hentschel, deutscher Schriftsteller
- 1948: Hildegard Maria von Bayern, bayerische Prinzessin
- 1948: Bevil Rudd, südafrikanischer Leichtathlet und Olympiasieger

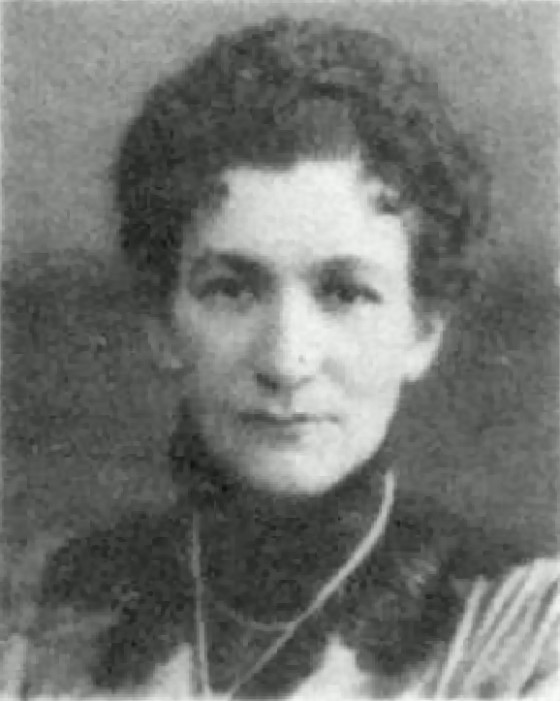
Elisabeth Brönner († 1950)

- 1950: Elisabeth Brönner, deutsche Politikerin und Mitglied der Weimarer Nationalversammlung
- 1950: Constantin Carathéodory, griechisch-deutscher Mathematiker

#### 1951–2000
- 1953: Gustav Strube, US-amerikanischer Komponist
- 1954: Theodor Rogalski, rumänischer Komponist
- 1955: Oswald Avery, kanadischer Arzt und Begründer der Molekulargenetik
- 1957ː Marian Cruger Coffin, US-amerikanische Landschaftsarchitektin
- 1957: Valery Larbaud, französischer Schriftsteller und Literaturkritiker
- 1957ː Julia Morgan, US-amerikanische Architektin
- 1958: Albert Debrunner, Schweizer Altphilologe und Sprachwissenschaftler
- 1958: Kurt Hickethier, deutscher Arzt
- 1959: Edward Hays, britischer Autorennfahrer
- 1959: Alexander Rueb, niederländischer Schachfunktionär, Präsident der FIDE
- 1960: Jenő Huszka, ungarischer Komponist
- 1961: Karl Appelbaum, deutscher Politiker
- 1961: Victor Danielsen, färöischer Missionar der Plymouth-Brüder und Bibelübersetzer
- 1961: Joseph Orbeli, armenischer Orientalist

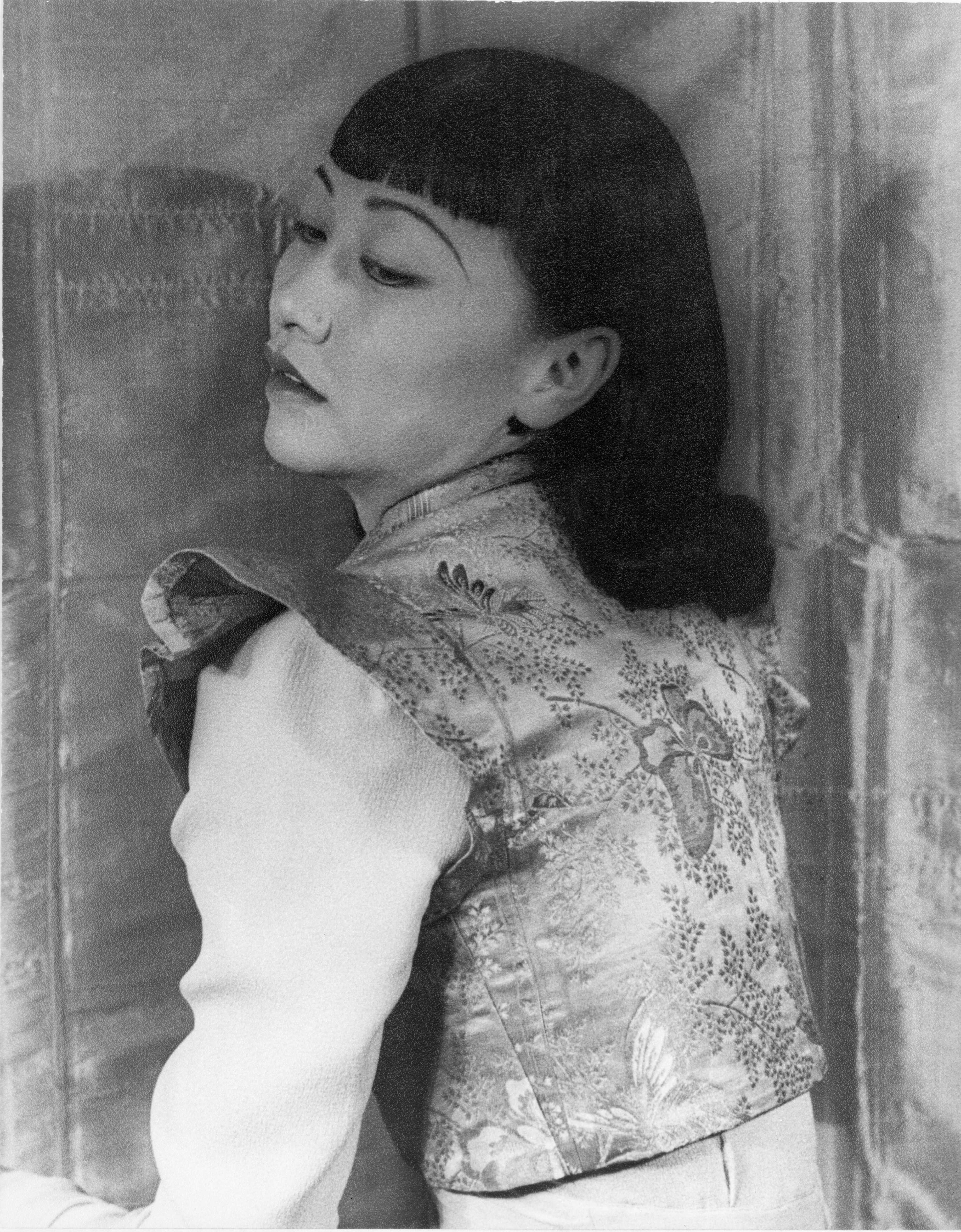
Anna May Wong († 1961)

- 1961: Anna May Wong, chinesisch-US-amerikanische Filmschauspielerin
- 1962: Gottfried von Freiberg, österreichischer Hornist
- 1964: Carl Buchheister, deutscher Maler
- 1967: Wilhelm Buddenberg, deutscher Maler
- 1968: Heinrich Ambrosius, deutscher Kaufmann und Politiker
- 1968: Tullio Serafin, italienischer Dirigent

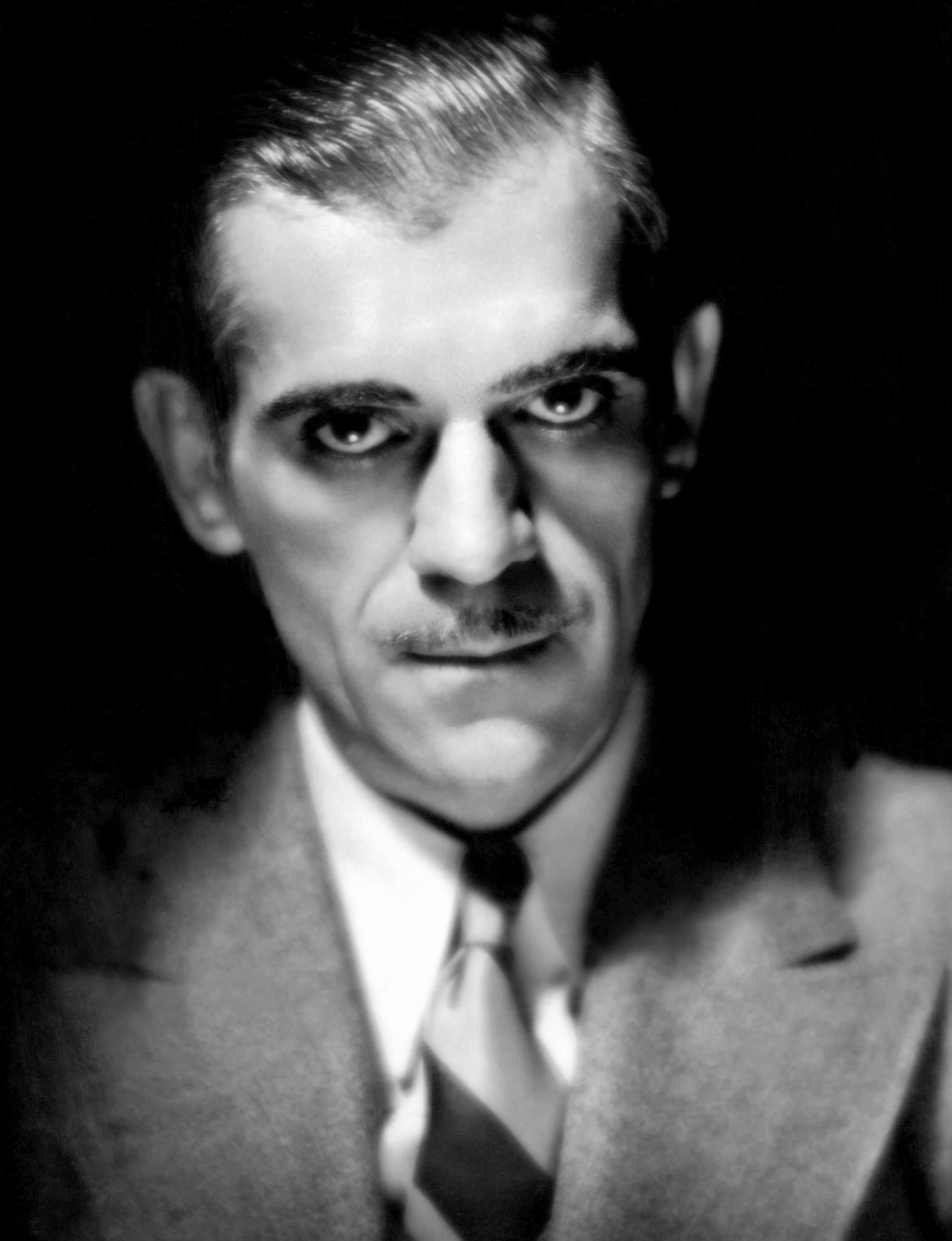
Boris Karloff († 1969)

- 1969: Boris Karloff, britischer Filmschauspieler
- 1969: Giovanni Martinelli, italienischer Opernsänger (Tenor)
- 1970: Rafael Emilio Arté, dominikanischer Musiker und Musikpädagoge
- 1970: Bertrand Russell, britischer Mathematiker und Philosoph
- 1972: Natalie Clifford Barney, US-amerikanische Begründerin eines Literarischen Salons
- 1971: Rudolf Hammacher, deutscher Theaterschauspieler und -regisseur
- 1973: Max Brauer, deutscher Kommunalpolitiker, Erster Bürgermeister Hamburgs
- 1974: Jean Absil, belgischer Komponist und Professor
- 1974: Marieluise Fleißer, deutsche Schriftstellerin

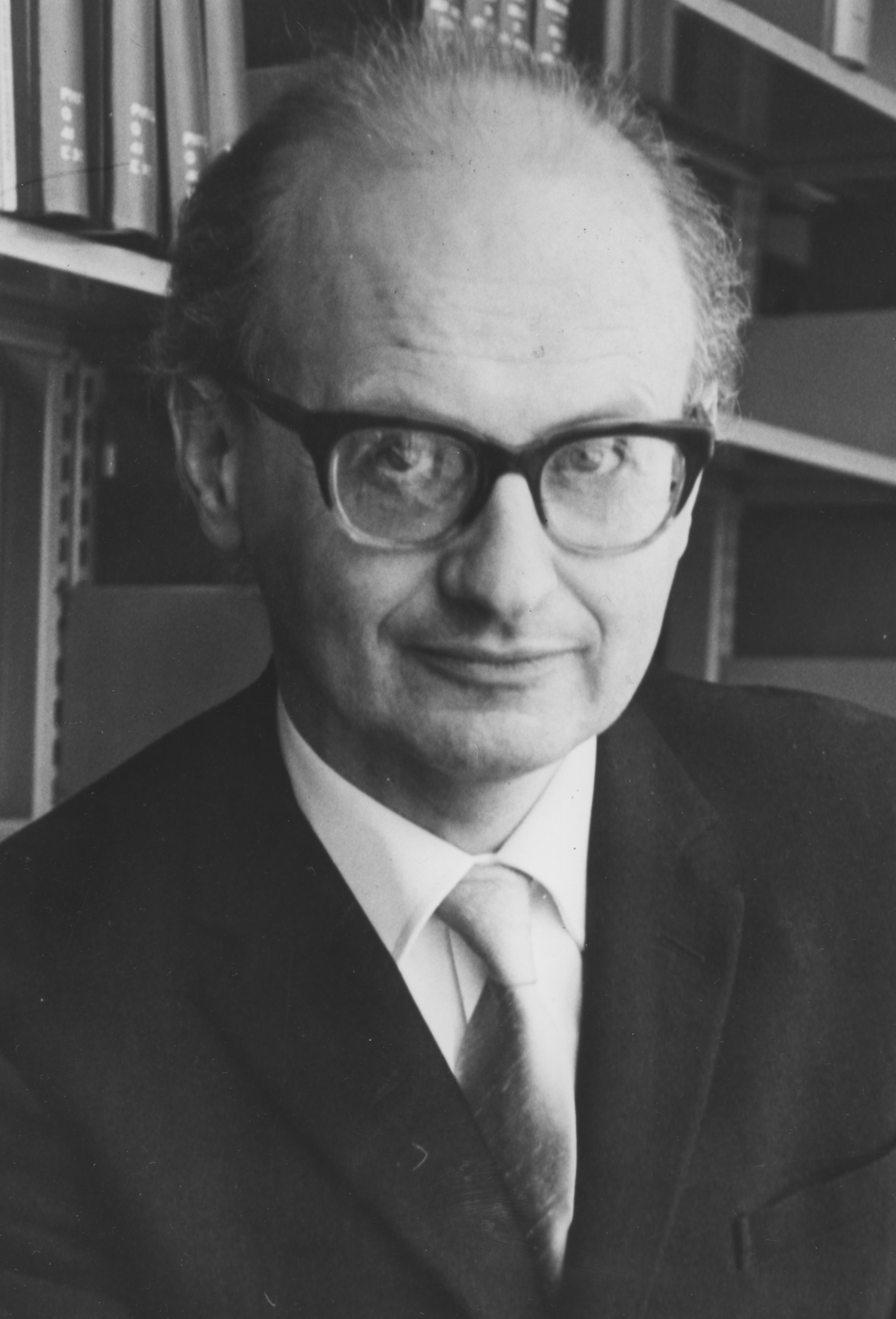
Imre Lakatos († 1974)

- 1974: Imre Lakatos, ungarischer Mathematiker, Physiker und Wissenschaftstheoretiker
- 1975: Paul Bromme, deutscher Journalist, Politiker, MdB und Widerstandskämpfer gegen den Nationalsozialismus
- 1975: Herman E. Johnson, US-amerikanischer Country-Blues-Musiker
- 1975: Karl Maron, deutscher kommunistischer Politiker, Minister des Inneren der DDR
- 1975: Bryan Wynter, britischer Maler
- 1977: Hans Bohnenkamp, deutscher Pädagoge, Hochschullehrer und Hochschuldirektor
- 1979: Sid Vicious, britischer Punk-Musiker, Bassist
- 1980: Joseph Fontanet, französischer Politiker
- 1980: William Howard Stein, US-amerikanischer Biochemiker und Nobelpreisträger
- 1981: Hugh Joseph Addonizio, US-amerikanischer Politiker
- 1981: Richard Muckermann, deutscher Politiker, MdL, MdB
- 1983: Sam Chatmon, US-amerikanischer Blues-Musiker
- 1983: Lou Loeber, niederländische Malerin, Aquatintastecherin, Zeichnerin, Grafikerin und Illustratorin
- 1984: Josef Kamper, österreichischer Motorradrennfahrer
- 1985: Erwin Haack, deutscher Ingenieur und Technikjournalist
- 1985: Micheline Coulombe Saint-Marcoux, kanadische Komponistin
- 1987: Jakow Borissowitsch Estrin, russischer Schachspieler
- 1987: Alfred Lion, deutsch-US-amerikanischer Plattenproduzent
- 1987: Alistair MacLean, britischer Schriftsteller
- 1988: Solomon, britischer Pianist
- 1989: Ondrej Nepela, slowakischer Eiskunstläufer und Eiskunstlauftrainer
- 1990: Paul Ariste, estnischer Sprachwissenschaftler
- 1990: Paul Arzens, französischer Designer
- 1990: Mel Lewis, US-amerikanischer Jazzmusiker
- 1991: Lucie Manén, deutsche Sängerin und Gesangspädagogin
- 1993: Charles Vincent Aubrun, französischer Romanist und Hispanist
- 1993: Michael Klein, rumänischer Fußballspieler
- 1993: Helmut Schoeck, österreichisch-deutscher Soziologe
- 1994: Marija Gimbutas, litauische Archäologin
- 1995: Donald Pleasence, britischer Schauspieler
- 1995: Fred Perry, britischer Tischtennis- und Tennisspieler

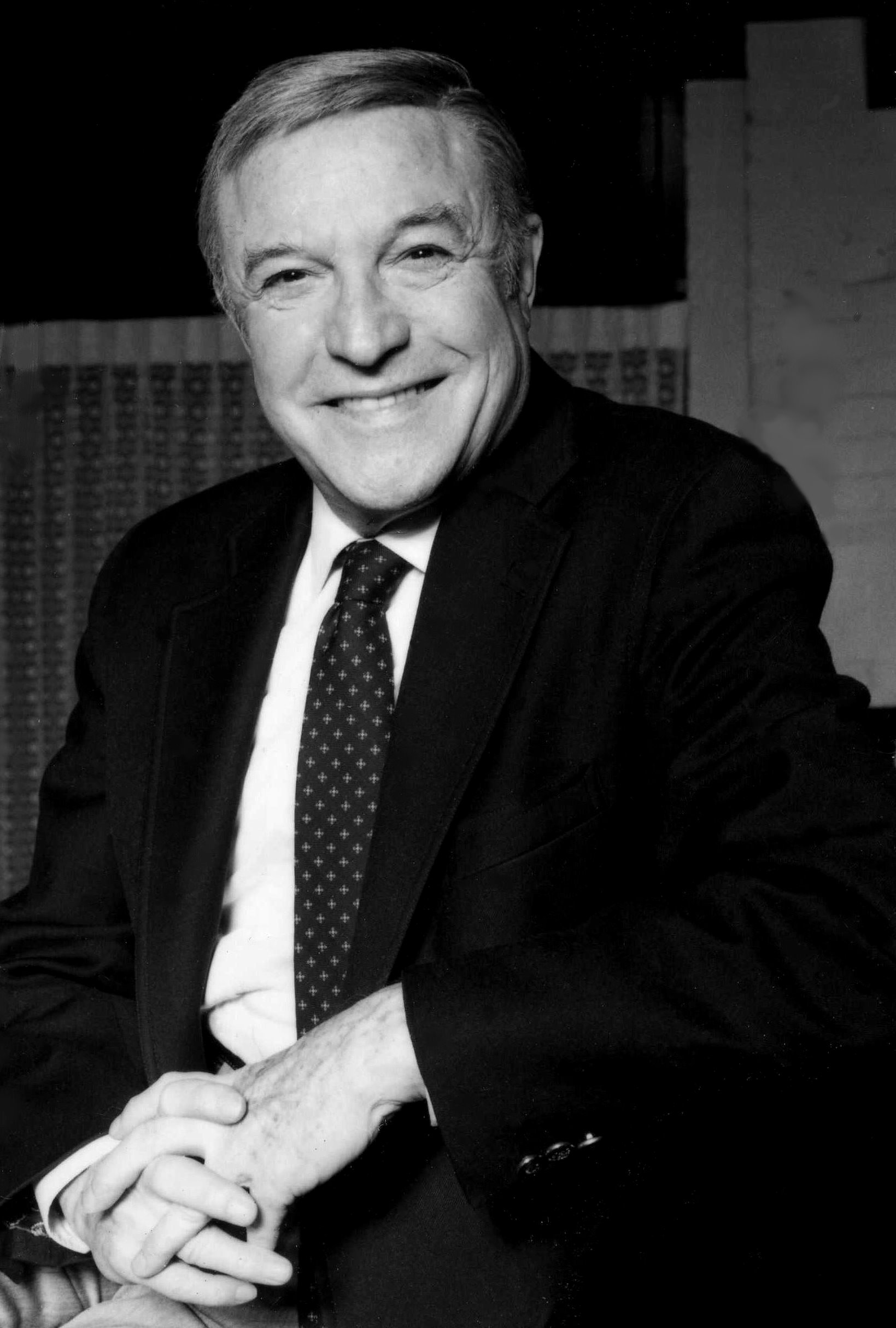
Gene Kelly († 1996)

- 1996: Gene Kelly, US-amerikanischer Schauspieler und Tänzer
- 1997: Erich Eliskases, österreichischer und argentinischer Schachmeister
- 1997: Martin Mußgnug, deutscher Jurist und Politiker
- 1998: Raymond Bernard Cattell, britisch-US-amerikanischer Psychologe
- 1999: Mohammad Taghi Massoudieh, iranischer Musikethnologe und Komponist
- 1999: August Neuburger, deutscher Rechtsanwalt, Politiker, MdB
- 1999: Anne Spoerry, französisch-kenianische Ärztin und Pilotin

### 21. Jahrhundert
- 2003: Lou Harrison, US-amerikanischer Komponist
- 2004: Alan Bullock, britischer Historiker
- 2004: Hans Jakob Schudel, Schweizer Schachfunktionär und Schachspieler
- 2005: Yvon DesRochers, kanadischer Sportfunktionär
- 2005: Christoph Eidens, deutscher Jazzvibraphonist
- 2005: Georg W. Költzsch, deutscher Museumsdirektor
- 2005: Eike Reuter, deutscher Kirchenmusiker, Landeskirchenmusikdirektor von Thüringen

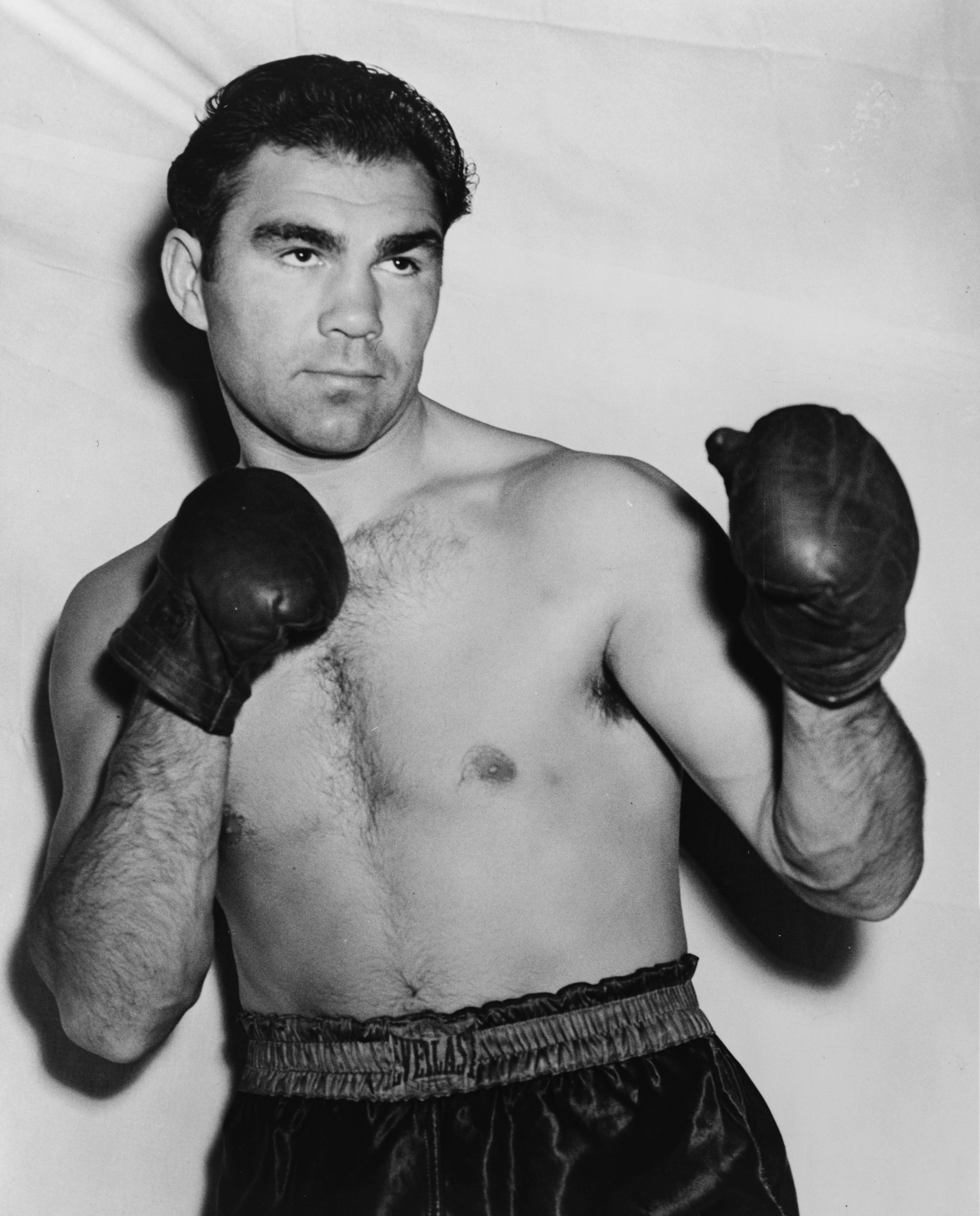
Max Schmeling († 2005)

- 2005: Max Schmeling, deutscher Schwergewichtsboxer und Boxweltmeister
- 2005: Wulf-Paul Werner, deutscher Kommunalpolitiker
- 2006: Lo Hartog van Banda, niederländischer Comicszenarist und Autor
- 2007: Vijay Arora, indischer Filmschauspieler
- 2007: Eric Von Schmidt, US-amerikanischer Maler, Illustrator, Folk-, Bluessänger und Singer-Songwriter
- 2008: Gustavo Arriola, US-amerikanischer Comiczeichner
- 2008: Earl Butz, US-amerikanischer Politiker
- 2008: Heinrich Dahlinger, deutscher Handballspieler
- 2008: Joshua Lederberg, US-amerikanischer Molekularbiologe
- 2008: Barry Morse, britischer Schauspieler
- 2012: Edgar Bessen, deutscher Schauspieler
- 2013: Mario Hernández, puerto-ricanischer Musiker und Komponist
- 2013: Chris Kyle, US-amerikanischer Scharfschütze
- 2014: Gerd Albrecht, deutscher Dirigent
- 2014: Philip Seymour Hoffman, US-amerikanischer Schauspieler
- 2015: Eberhard Storeck, deutscher Synchronsprecher und Dialogregisseur
- 2015: Ben Wettervogel, deutscher Meteorologe
- 2017: Hans-Hubert Hatje, Präsident der Deutschen Lebens-Rettungs-Gesellschaft e. V. (DLRG)
- 2017: Predrag Matvejević, kroatischer Schriftsteller und Literaturwissenschaftler
- 2018: Dennis Edwards, US-amerikanischer Sänger
- 2020: Mike Hoare, irischer Söldner und Autor
- 2020: Mike Moore, neuseeländischer Politiker
- 2021: Reginald Ford, guyanischer Boxer
- 2021: Millie Hughes-Fulford, US-amerikanische Biochemikerin und Astronautin
- 2021: Tom Moore, britischer Offizier und Spendensammler
- 2022: Jan Netopilík, tschechoslowakischer Leichtathlet
- 2022ː Sophie Rieger, deutsche Architektin und Politikerin (Bündnis 90/Die Grünen), Mitglied des bayrischen Landtags
- 2022: Monica Vitti, italienische Schauspielerin
- 2023: Barbara Konopka, polnische Turnerin
- 2023: Glória Maria, brasilianische Journalistin und Fernsehmoderatorin
- 2023: Sally Perel, israelischer Autor deutscher Herkunft

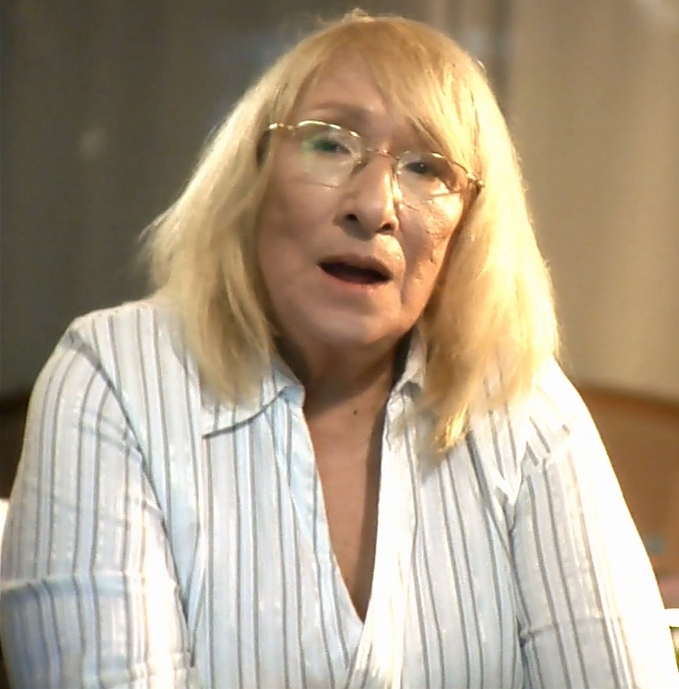
Alev Alatlı († 2024)

- 2024: Alev Alatlı, türkische Wirtschaftswissenschaftlerin, Philosophin, Kolumnistin und Bestsellerautorin
- 2024: Wilhelmenia Fernandez, US-amerikanische Sopranistin
- 2024: Wayne Kramer, US-amerikanischer Musiker
- 2024: Oskar Negt, deutscher Soziologe und Sozialphilosoph
- 2025ː Helga de Alvear, deutsche Kunstsammlerin, Galeristin und Kuratorin
- 2025ː Eleonora Jakowlewna Lichtenberg, sowjetisch-russische Architektin
- 2025ː Barbie Xu, taiwanische Schauspielerin und Sängerin

## Feier- und Gedenktage
- Kirchliche Gedenktage
  - Darstellung des Herrn („Mariä Lichtmess“; anglikanisch, evangelisch, katholisch, orthodox)
  - Hl. Burkard (evangelisch, katholisch)
  - Hl. Hadeloga von Kitzingen (katholisch)
- Namenstage
  - Bodo, Stefan
- Staatliche Feier- und Gedenktage
  - Welttag der Feuchtgebiete (UNO) (seit 1997)

Weitere Einträge enthält die Liste von Gedenk- und Aktionstagen.